# 2018年の日本競馬
2018年の日本競馬（2018ねんのにほんけいば）では、2018年（平成30年）の日本競馬界についてまとめる。
2017年の日本競馬 - 2018年の日本競馬 - 2019年の日本競馬

## 概要
日本中央競馬会（JRA）は、2017年10月16日に開催日割と重賞日程を発表。

### 中央競馬
年初は1月6日（中山・京都）より始まり、12月28日（中山・阪神）まで開催。祝日を含む3日間開催は、前年と同様に4節（1月6・7・8日、2月10・11・12日、9月15・16・17日、10月6・7・8日）で実施。このうち2月の3日間開催は変則2場開催となる（10日：京都・小倉、11日：東京・京都、12日：東京・小倉）。
売得金は2兆7950億830万4000円で前年比101.7%となり7年連続で増加。開催競馬場の総入場者数も前年比101.5%の626万6912人だった。
リーディングジョッキーはJRA新記録となる215勝を挙げたクリストフ・ルメール（栗東）が2年連続で獲得。リーディングトレーナーは58勝を記録した藤原英昭（栗東）が初めて獲得した。

#### 開催日割
当初予定として発表された競馬場別の開催日割は以下の通り。
- 札幌競馬場：2回・12日（前年比：増減なし）
- 函館競馬場：2回・12日（前年比：増減なし）
- 福島競馬場：3回・20日（前年比：増減なし）
- 新潟競馬場：3回・26日（前年比：増減なし）
- 中山競馬場：5回・41日（前年比：増減なし）
- 東京競馬場：5回・45日（前年比：増減なし）
- 中京競馬場：4回・26日（前年比：増減なし）
- 京都競馬場：5回・44日（前年比：増減なし）
- 阪神競馬場：5回・42日（前年比：増減なし）
- 小倉競馬場：2回・20日（前年比：増減なし）

#### 重賞競走の変更点
- 葵ステークスを新設重賞に格上げ。
- チューリップ賞を（GII）に昇格。
- 優駿牝馬（GI）と東京優駿（GI）の優先出走権をそれぞれ変更。
  - 桜花賞（GI）4着以内→5着以内
  - フローラステークス（GII）3着以内→2着以内
  - スイートピーステークス（OP）2着以内→1着
  - 皐月賞（GI）4着以内→5着以内
- NHKマイルカップ（GI）トライアル競走の整備としてニュージーランドトロフィー（GII）に加え、アーリントンカップ（GIII）をトライアルとして3着まで優先出走権を付与。
- JBC競走は本年は11月4日に京都競馬場で1日3競走を実施。
  - JBCスプリント…ダート1200m
  - JBCクラシック…ダート1900m
  - JBCレディスクラシック…ダート1800m

JBC競走開催に伴い、みやこステークス（GIII）は休止となる。
- 大阪杯（GI）の前哨戦として金鯱賞（GII）は土曜日から日曜日に変更。金鯱賞が日曜開催になるのは1996年以来、22年ぶり。それに伴い、中山牝馬ステークス（GIII）は日曜日から土曜日に変更[注釈 1]。
- アーリントンカップ（GIII）の移設に伴い、アンタレスステークス（GIII）を第2回阪神競馬8日（4月15日）に移設。アンタレスステークスが日曜開催になるのは2011年以来、7年ぶり。
- 葵ステークス（新設重賞）の新設に伴い、京都ハイジャンプ（J・GII）を第3回京都競馬7日（5月12日）に移設。

#### 場外発売の変更点
ウインズ等
- 2月24日より、ウインズ京都の枠番連勝式・馬番連勝複式・馬番連勝単式・拡大二連勝複式〔ワイド）・三連勝複式の発売単位をこれまでの「500円以上100円単位」から「300円以上100円単位」に変更[6]。
- 4月13日（皐月賞の前々日）から、ウインズ札幌B館2階において金曜日発売を開始。発売時間は14時から19時まで[7]。
- ウインズ梅田A館は6月25日から9月11日まで、館内リフレッシュ工事（エスカレーターの更新及び館内美化工事）を行うため営業休止。休止期間中はA館で行っている業務はB館で実施する[8]。
- 9月22日に大阪府泉佐野市のりんくうタウン駅近くのビルに「ライトウインズりんくうタウン」を設置[9][10]。
- ウインズ札幌はA館が本年7月から改築工事を行っている関係上[11]、危険防止の観点から12月23日施行の有馬記念当日の勝馬投票券発売について、エクセルフロアのみ中山・阪神の全競走を発売し、その他のフロアは中山第11競走（有馬記念）及び最終第12競走のみ発売した[12]。

J-PLACE
- ウインズ種市（岩手県九戸郡洋野町）は3月17日より、「地方競馬共同トータリゼータシステム」を利用した発売方法に変更の上、「J-PLACE種市」に名称変更[13]。
- J-PLACE名古屋・J-PLACE弥富・J-PLACE磯部ではこれまで前日発売はGI競走のみに限定していたが、4月14日よりGII競走及びGIII競走についても前日発売を開始[14]。
- 10月13日より、BAOO三刀屋（島根県、J-PLACE三刀屋）とDASH観音寺（香川県、J-PLACE観音寺）でJRAの勝馬投票券の発売を開始。J-PLACE三刀屋は各場の全競走及び前日発売を実施する一方、J-PLACE観音寺は各場のメイン競走のみ発売で前日発売は実施しない[15]。また同じ日にはこれまで有馬記念のみ前日発売を行っていたJ-PLACEよかわ・和歌山・福山駅前・柳津（いずれも兵庫県競馬組合管轄）の4か所において原則として全てのGI競走の前日発売を開始[16]。

#### その他の変更点
- 4月7日より、東京競馬場にスマートフォンを利用した投票システム「スマッピー投票」を導入。専用サイトに設けられたQRコードを読み取ることによりマークカード記入が不要となる。レギュラータイプと簡易（ミニ）タイプの二種類が用意され、簡易タイプについては一部の機能が制限される。その後、8月に京都競馬場、9月にウインズ汐留に導入される[17]。
- 9月22日より、東京競馬場にインターネット投票を利用したシステムによるキャッシュレス発売機及び情報照会端末機「UMAポート」を設置。発売機の使用には事前にICカード「JRA-UMACA」の会員登録が必要。この発売機ではWIN5や海外競馬の購入も可能となる。また設置と同時に同競馬場のメモリアルスタンド5階・6階の一部に専用シート「UMACAシート」も設置される[18]。以後10月20日に福島、11月17日に中京・阪神の各競馬場にも「UMACAシート」が設置される[18]。さらに10月以降、キャッシュレス発売機及びUMAポートがウインズ銀座・難波・神戸[注釈 2]に設置され、他の競馬場では2019年度中、ウインズ・エクセルは2019年度以降に順次導入される[19]。
- これまで認められていた騎乗依頼仲介者の馬券購入・譲り受けが1月1日から全面禁止[20]。また騎乗依頼仲介者の業務範囲を「騎乗依頼の受付」から「騎手は騎乗依頼の承諾にかかわる代理行為を行わせることができる」に変更。さらに欠格事項に「馬主及び馬主の雇用者」を追加[20]。
- 高松宮記念及びスプリンターズステークスが対象競走だった「グローバル・スプリント・チャレンジ」（GSC）はオーストラリア政府が前年10月に香港からの競走馬の輸送について条件を変更したことによりスムーズな輸送ができなくなったとして開催休止（ただし両競走はGSCの冠を外した上で施行）[21]。

#### 調教師の新規開業
3月1日付で、以下の7名の調教師が新規開業した。いずれも2017年3月1日付で調教師免許が発効されたものである。
- 美浦所属（3名）…田中博康、林徹、和田勇介
- 栗東所属（4名）…高柳大輔、武幸四郎、武英智、安田翔伍

### 地方競馬
1月 - 3月は「平成29年度」、4月 - 2019年3月は「平成30年度」の開催内容について記述している。
なお、日程等の発表時期は各主催者ごとに異なるため、発表があり次第順次記載する。

#### 帯広市（ばんえい競馬）
3月9日に年間日程及び重賞日程を発表。2018年度は4月20日から2019年3月24日まで26開催・151日開催予定（前年比：1日増）。内訳はナイター開催94日（前年比：2日増）、準ナイター開催18日（前年比：1日増）、薄暮開催36日（前年比：増減なし）、デイ開催3日（前年比：2日減）となっている。重賞競走は25競走を施行予定。

##### 重賞競走の変更点
- 2017年度（2018年）にBG2として施行していた[24]ヒロインズカップを、2018年度（2019年）はBG1に格上げ[25]。

#### 北海道（ホッカイドウ競馬）
2月15日に年間日程及び重賞日程を発表。2018年は4月18日から11月8日まで15開催・80日を予定（前年比：増減なし）。全日程が門別競馬場でナイター開催として施行する。
ダートグレード競走を含む重賞は27競走（前年比：増減なし）を、また2歳馬を対象としたJRA認定競走は113競走を施行予定（前年比：増減なし）。
また本年は北海道命名150周年、ホッカイドウ競馬70周年に当たることから1着賞金を上乗せした記念競走を施行する。

##### その他の変更点
- 場外発売所「旭川レーシングセンター」（旭川市宮下通）は3月18日の営業をもって閉鎖。3月28日より同市豊岡地区にあるショッピングセンター2階に場所を移転、「Aiba旭川」に改称して営業を開始[29]。
- これまでホッカイドウ競馬オフシーズン時に実施していた南関東地区の全レース発売を、4月18日よりホッカイドウ競馬開催期間中も実施[30]。
- 場外発売所「Aiba札幌駅前」の営業を9月27日に開始。Aiba札幌駅前は2015年3月31日までは別の建物で営業しており、3年半ぶりの再開となった。[31]

##### 調教師の年間最多勝利記録更新
10月25日に行われた門別競馬第3競走で、宮崎光行騎乗のバーミンガム（牝3歳）が勝利し、管理調教師の田中淳司が今季126勝目を記録。2年前に自身が記録した125勝を上回り、ホッカイドウ競馬所属調教師の年間最多勝利記録を更新。田中は続く第4競走及び第11競走でも勝利して記録をさらに更新した。

#### 岩手県競馬組合（水沢・盛岡競馬）
2月19日に年間日程及び重賞日程を発表。通常開催は4月1日から2019年1月7日まで21開催・124日を予定（水沢11開催・盛岡10開催、前年比：増減なし）。その後冬季休催期間を挟み特別開催を2019年3月23日から31日まで水沢で1開催・5日施行する。
またダートグレード競走を含む重賞は38競走を予定（前年比：11競走減）。このうち盛岡芝コースで施行する重賞は6競走を予定。

##### 禁止薬物陽性馬が相次いで発生
岩手競馬では禁止薬物の「ボルデノン」（筋肉増強剤）が検出される事象が相次いだ。いずれも競走馬理化学研究所で採取した尿検体を検査した結果判明したものである。また競馬法違反の疑いで競馬場を所轄する岩手県警各署（盛岡…盛岡東署、水沢…奥州署）に届け出ている。
- 7月29日に行われた盛岡競馬第4競走（9頭立て）で2着に入線した牝5歳馬（三野宮通厩舎）から検出されたことが8月4日に判明。岩手県競馬組合（以下組合と記述）は同馬を失格にすると同時に三野宮厩舎所属の全頭について薬物検査を実施し、陰性となるまで出走停止、及び出走を予定していた競走の除外及び出走取り消しとする措置を講じた[35][36]。その後8月8日に他厩舎に移籍した1頭を含む26頭全頭について陰性が確認された[37]。
- 9月10日に行われた水沢競馬第10競走（10頭立て）で2着に入線した牝4歳馬（高橋純厩舎）から検出されたことが9月15日に判明。組合は今後同馬に対する失格処分、高橋厩舎所属の全頭に対する薬物検査の実施、出走を予定していた競走について競走除外措置などを講じることを発表[38]。その後高橋厩舎の当該馬を含む10頭全頭について陰性が確認された[39]。
上記2件を受け、9月22日に予定されていた盛岡競馬全11競走について「公正確保のため」として取りやめることを9月20日に発表した。これに伴う代替開催は実施しない[39][40]。
- しかし、再発防止に務めていた矢先の10月28日に行われた盛岡競馬第5競走（10頭立て）で1着に入線した牡3歳馬（高橋純厩舎）から同じ禁止薬物である「ボルデノン」が再度検出される事態となった。これを受け組合は11月5日、同馬を失格処分にすると同時に賞金の返還、着順変更を行うと共に、翌6日には11月10日から3日間の日程で開催を予定していた第7回水沢競馬前半を中止にすることを決定した[41][42]。
また今回禁止薬物発生事象が続出したことに際し、組合管理者である岩手県知事の達増拓也は11月8日に行った定例会見で「2018年度に赤字に陥った場合は岩手競馬の廃止もあり得る」ことを示唆した[43]。
さらに11月12日には同じ高橋厩舎所属の1頭からボルデノンの陽性反応が示されたことが判明した。ただし当該馬は出走直後の検体採取ではないため禁止薬物陽性馬とは見なされない[44]。これを受け、組合は11月17日から19日までの開催も取りやめることを11月13日に決定した[45]。
- その後11月21日に「公正な競馬を開催できる体制が整った」として11月24日から競馬を再開すると発表した。ただし陽性馬の発生が相次いだ高橋厩舎については2019年1月7日の通常開催終了まで出走を自粛する[46]。また11月18日に施行予定だったダービーグランプリは12月10日に変更して施行された[47]。
- ところが、12月17日に行われた水沢競馬第1競走（8頭立て）で3着に入線した競走馬（晴山厚司厩舎）からまたしても「ボルデノン」が検出された。当該馬は11月22日に他地区から転入したばかりであり、翌23日に行った検体採取では陰性であった。今回の再発を受け、組合は12月30日から1月7日まで予定されていた開催の中止を12月26日に発表した。当該馬については事後失格処分などの制裁が科される見通しである[48][49]。
- その後組合は2019年1月23日、被疑者不詳のまま県警本部に競馬法第31条第2号違反として告発状を提出した[50]。

#### 特別区競馬組合・神奈川県川崎競馬組合・千葉県競馬組合・埼玉県浦和競馬組合（南関東公営競馬）
2017年11月14日に年間日程及び重賞日程を発表。開催日数は大井が99日（ナイター開催74日）、川崎が63日（ナイター開催49日）、船橋が56日（全日程ナイター開催）、浦和が53日を予定。発表時段階で大井が1日、浦和が4日増加した一方で船橋が1日減らされた。また昼夜リレー開催は10日間実施する予定。

##### 重賞競走の変更点
- 準重賞競走から重賞競走に格上げ、ならびに格付けの引き上げを行う競走は以下の通り。雲取賞は重賞格上げとあわせて、距離も1600m（内回り）から1800m（外回り）に変更する。

| 競走格の変更             | 競走名                   | 競馬場 | 出典   |
| ------------------------ | ------------------------ | ------ | ------ |
| 重賞（SII）→重賞（SI）   | 大井記念                 | 大井   | [ 51 ] |
| 重賞（SII）→重賞（SI）   | 東京記念                 | 大井   | [ 51 ] |
| 重賞（SII）→重賞（SI）   | 戸塚記念                 | 川崎   | [ 54 ] |
| 重賞（SIII）→重賞（SII） | 勝島王冠                 | 大井   | [ 51 ] |
| 重賞（SIII）→重賞（SII） | 習志野きらっとスプリント | 船橋   | [ 51 ] |
| 重賞（SIII）→重賞（SII） | 鎌倉記念                 | 川崎   | [ 54 ] |
| 重賞（SIII）→重賞（SII） | ローレル賞               | 川崎   | [ 54 ] |
| 準重賞→重賞（SIII）      | ブリリアントカップ       | 大井   | [ 51 ] |
| 準重賞→重賞（SIII）      | プラチナカップ           | 浦和   | [ 51 ] |
| 準重賞→重賞（SIII）      | 雲取賞                   | 大井   | [ 51 ] |

- いずれも大井で施行するハイセイコー記念を従来の10月下旬から11月中旬に、逆にマイルグランプリを11月中旬から10月下旬に開催時期を変更して施行[51]。

##### 調教師の新規開業
- 4月1日付で調教師免許を取得した米谷康秀（船橋）が8月1日付で厩舎を開業（10馬房）[55]。また同じく4月1日付で調教師免許を取得した野口寛仁（浦和）が10月1日付で厩舎を開業（7馬房）[56]。さらに同じく4月1日付で調教師免許を取得した林幻（船橋）が10月29日付で厩舎を開業（10馬房）[57]。

##### その他の変更点
- offt後楽園が6月4日から東京都文京区の東京ドームシティ黄色いビルC館1階から同ビルA館6階・7階（旧ウインズ後楽園跡地）に移転オープン（7階部分は7月2日に開業）。収用人員及び発売窓口が拡大される他、7階部分には指定席フロア「ラウンジ・セブン」が設置された[58][59]。
- 2011年に笠松競馬の騎手を引退し、大井と川崎で厩務員として活動していた阪上忠匡（川崎）が4月1日付で騎手免許を再取得して復帰[60][61]。
- 豪州を拠点に騎乗している藤井勘一郎が10月8日から2019年1月7日まで南関東を中心に騎乗。期間中は大井・森下淳平厩舎所属となる。藤井が日本で短期騎手免許により騎乗するのは今回が4回目となる[62][63]。
- 2011年の東日本大震災の影響により休業が続いていた大井の場外発売所「ニュートラックいいたて」（福島県飯舘村）が10月21日付で廃止[64]。

#### 愛知県競馬組合（名古屋・中京競馬）、岐阜県地方競馬組合（笠松競馬）、石川県・金沢市（金沢競馬）
2018年も引き続き、名古屋・笠松・金沢の3場で相互発売の連携を実施する。
愛知県競馬組合
1月12日に開催日程を発表。2018年度は28開催・114日を予定（前年比：1日減）。全日程が名古屋競馬場での開催となる。その後2月5日に重賞競走の日程が発表され26競走を施行予定。
岐阜県地方競馬組合
愛知県競馬組合と同様、1月12日に開催日程を発表。2018年度は21開催・95日を予定（前年比：増減なし）。その後3月7日に重賞競走の日程が発表され当初18競走を施行すると発表したが、3月16日に1競走追加され19競走施行することとなった。
石川県・金沢市
3月8日に年間日程及び重賞日程を発表。2018年度は4月1日から12月27日まで20開催（県営17開催・市営3開催）施行し、冬季休催期間を挟んで2019年3月17日から26日まで県営を1回施行する。重賞競走は19競走を施行予定。

##### 重賞競走の変更点
愛知県競馬組合
- JRAのGI競走である大阪杯のステップ競走として、2013年まで福山競馬場で行われていたマイル争覇（SPII、1600m）を5年ぶりに復活し12月7日に施行する一方、地方競馬スーパースプリントシリーズの一つとして行われていた名古屋でら馬スプリントを休止[66]。
- 距離を変更する競走として、東海クイーンカップ・秋の鞍・スプリングカップ（いずれもSPI）を1600mから1800mに延長し、湾岸ニュースターカップ（SPII）を1600mから1400mに短縮[66]。
- これまで北陸・東海・近畿地区交流競走として行われていた東海桜花賞及び梅見月杯（いずれもSPI）を全国地方交流競走に格上げし、他地区交流馬出走枠を4頭から5頭に変更[66]。
- 中京ペガスターカップ及び東海ダービーは指定競走からトライアル競走に変更[66]。

岐阜県地方競馬組合
- 新設重賞として、5月10日に日刊スポーツ杯 第1回ぎふ清流カップ（SPI）を施行[68]。

石川県・金沢市
- 新設重賞として7月1日に日本海スプリント、10月23日に西日本ダービーを施行予定[69]。

##### その他の変更点
- ブラジル出身で、2018年はUAEを拠点に騎乗しているレオナルド・サレスが短期騎手免許を取得して4月20日から7月19日まで名古屋競馬で騎乗。期間中は角田輝也厩舎所属となる[71][72]。
- 8月6日から31日まで3開催12日間施行される名古屋競馬の11時59分までに発走する競走すべてで、「名古屋モーニングフィーバー」と称し三連勝単式の払戻率を従来の72.5%から77.7%に上乗せ（ただし人気が著しく集中した場合は上乗せされない場合もあり[注釈 3]）[73]。

#### 兵庫県競馬組合（園田・姫路競馬）
1月12日に発表済みの1月から3月分を含む平成30年の日程を発表。全日程が園田競馬場での開催となる。4月から12月まで重賞競走は20競走を実施予定。また毎週金曜日限定で開催されているナイター競馬は4月27日から10月26日まで27回開催する予定。

##### 重賞競走の変更点
- 9月13日に新設重賞として「園田オータムトロフィー」を開催予定[74][75]。

##### 場外発売の変更点
- 7月3日以降、園田競馬場における非開催時の他場場外発売を取りやめ（DASH各場外についてはこれまで通り発売）[77]。

##### その他の変更点
- 姫路競馬場の耐震補強工事を二期にわたって実施。第1期は2月から8月末までの予定でスタンド西側を、第2期は9月から翌年3月末までの予定でスタンド東側を閉鎖して工事を行う[78]。

#### 高知県競馬組合（高知競馬）
2月28日に開催日程及び重賞日程を発表。平成30年度は4月7日から翌2019年3月31日までの19開催・108日を予定（前年比：1日減）。このうち12月31日及び翌2019年1月1日は「夕焼けいば」として施行し、他は「夜さ恋ナイター」として施行。ダートグレード競走を含む重賞（準重賞は除く）は19競走を施行予定。

##### 重賞競走の変更点
- 新設準重賞として、4月8日に「仙台屋桜特別」、5月27日に「山桃特別」、12月15日に「横浜特別」、2019年2月10日に「土佐水木特別」を施行予定[79]。

#### 佐賀県競馬組合（佐賀競馬）
2月23日に開催日程及び重賞日程を発表。平成30年度は4月7日から2019年3月31日まで23開催・110日を予定（前年比：8日増）。ダートグレード競走を含む重賞競走は21競走を施行予定。

## できごと

### 1月
- 3日 - サンデーサイレンス産駒の最後の現役競走馬だったビュレットライナー（岩手）がこの日行われた水沢競馬第2競走を最後に引退。その後1月6日付で競走馬登録を抹消した。今後は千葉県の馬事専門学校で乗馬に[84][85]。
- 5日 
  - ドリームバレンチノ[86][87]、クイーンズリング[88]、サトノアラジン[89]、ルージュバック[90]（4頭ともにJRA）が競走馬登録を抹消。今後はドリームバレンチノとサトノアラジンが種牡馬に、クイーンズリングとルージュバックが繁殖入り。
  - ホッカイドウ競馬は、所属騎手の水野翔（かける）が1月9日付で笠松・笹野博司厩舎に移籍すると発表[91][92]。
- 6日 
  - 調教師の角居勝彦（栗東）が祖母の代から続く天理教の教会を引き継ぐため、2021年2月末をもって調教師免許返上及び厩舎を解散することが判明[93][94]。なお調教師業と並行して行っているホースコミュニティ事業については免許返上後も継続する方針[95]。
  - 中山競馬第9競走で、福永祐一（栗東）がJRA史上9人目（現役騎手7人目）となる通算1万6000回騎乗を達成[96]。
- 8日 
  - キタサンブラック（JRA）が競走馬登録を抹消。今後は種牡馬に[97]。
  - 京都競馬第11競走（シンザン記念）でアーモンドアイ（JRA）が1着となり、騎乗した戸崎圭太（美浦）と馬主のシルクレーシングはJRA史上初となる3日連続重賞競走（中山金杯・フェアリーステークス・シンザン記念）勝利を記録[98]。
- 9日 - 『2017年度JRA賞』の競走馬部門が発表され、キタサンブラックが2年連続で年度代表馬に選出（最優秀4歳以上牡馬にも同時選出）。
- 10日 - コパノリッキー[99]、リッカルド[100]、マスクゾロ[101]、アルバートドック[102]、ウィッシュハピネス[103]（5頭ともにJRA）が競走馬登録を抹消。今後はリッカルドが船橋競馬へ移籍、ウィッシュハピネスは繁殖牝馬に、他3頭はいずれも種牡馬に。
- 11日 - タマモベストプレイ（JRA）が競走馬登録を抹消。今後は乗馬に[104]。
- 13日
  - 「降雪による競馬開催への影響が予想される」として、1月14日施行の日経新春杯の前日発売[105]、京都競馬全競走及びWIN5の夜間発売を取りやめ[106]。
  - 京都競馬第11競走（淀短距離ステークス）で、太宰啓介（栗東）がJRA史上33人目（現役騎手21人目）となる通算1万回騎乗を達成[107]。
- 15日 - 『NARグランプリ2017』が発表され、年度代表馬にヒガシウィルウィン（船橋）を選出（3歳最優秀牡馬にも同時選出）。
- 20日 - 中山競馬第12競走で、横山典弘（美浦）がJRA史上及び現役騎手5人目となる通算1万9000回騎乗を達成[108]。
- 22日 - 降雪の影響により、大井競馬は第11競走及び第12競走を取りやめ[109][110]。
- 23日 - 大井競馬は、昨日の降雪の影響による走路コンディション不良のため全競走を中止[111]。さらに翌24日の第1競走から第3競走も取りやめることを発表した[112]。
- 24日 - ショウナンアポロン（JRA）が競走馬登録を抹消。今後はJRA競馬学校で乗馬に[113]。
- 25日 
  - 調教師の荒山勝徳（大井）は、管理馬のララベルがフェブラリーステークス（2月18日、東京）出走を最後に引退すると発表[114]。2月23日付で競走馬登録を抹消[115]、翌24日に大井競馬場で引退式を行い、今後は繁殖入り[116]。
  - 調教師の服部健一（金沢）が引退[117]。
- 26日 - 「降雪による競馬開催への影響が予想される」として、1月27日施行の京都競馬全競走の夜間発売を取りやめ[118]。
- 31日 
  - ミッキークイーン（JRA）が競走馬登録を抹消。今後は繁殖入り[119]。
  - 騎手の鈴木麻優（岩手）が、昨年9月の落馬による背骨骨折の影響により「騎手としての自分の気持ちを立て直すことができなくなった」として引退することを表明。翌2月1日に岩手県競馬組合から正式発表された[120][121]。

### 2月
- 2日 - タガノアザガル（JRA）が競走馬登録を抹消。今後はJRA馬事公苑で乗馬に[122]。
- 3日
  - ゴーイングパワー（JRA）が競走馬登録を抹消。今後は乗馬に[123]。
  - 東京競馬は、積雪の影響で第4競走で予定していた障害戦を中止、また第1・第2競走は各50分、第3競走は51分それぞれ発走時刻を繰り下げて施行[124]。また全競走の前日夜間発売も馬場凍結の可能性があるとして取りやめた[125]。
- 6日 - 調教師の中川一男（金沢）が引退[117]。
- 9日 - 騎手の江川伸幸（船橋）が引退。今後は地方競馬全国協会職員に転身[126]。
- 11日 - 「降雪により競馬開催への影響が予想される」として、2月12日施行予定の小倉競馬及びWIN5の前日夜間発売を取りやめ[127]。
- 12日・13日 - 小倉競馬は積雪の影響により12日の開催を中止。代替競馬は翌13日に出馬表を変更せずに施行。またWIN5[128][129]及び前日夜間発売も中止[130]。さらに全競走を最大65分繰り下げて施行した[131]。
- 16日 - ディアマイダーリン（JRA）が競走馬登録を抹消。今後は繁殖入り[132]。
- 17日 - 悪天候の影響により、Aiba中標津はばんえい帯広競馬第9競走以降の勝馬投票券発売・払戻業務を中止[133]。
- 18日 - モダンウーマン（川崎）が脚部不安を発症したことにより引退、繁殖入りすることが判明[134]。20日付で競走馬登録を抹消[135]。
- 19日 - 騎手の桑野等（金沢）が引退[136]。
- 21日 - ナガラオリオン（JRA）が競走馬登録を抹消。今後は金沢競馬へ移籍[137]。
- 22日 - この日行われた大井競馬のトリプル馬単で、地方競馬史上最高配当となる1億5056万3990円を記録（的中1名・5口）[138]。
- 23日 - エキマエ（JRA）が競走馬登録を抹消。今後はJRA競馬学校で乗馬に[139]。
- 27日
  - 園田競馬第9競走で、田中学（兵庫）が園田・姫路競馬生え抜きの現役騎手最多通算勝利数となる地方競馬通算3561勝目を記録[140]。
  - ルックスザットキル（大井）が競走馬登録を抹消[141]。今後は種牡馬に[142]。
- 28日
  - 池上昌弘、尾形充弘、小島太、二本柳俊一、和田正道（以上美浦）、岩元市三、加藤敬二、佐藤正雄、福島信晴、目野哲也（以上栗東）の調教師10名が定年引退。また同じく調教師の二ノ宮敬宇（美浦）と柴田光陽（栗東）が定年前に勇退[143]。
  - ディサイファ（JRA）が競走馬登録を抹消。今後については未定[144]。

### 3月
- 2日 - ヒットザターゲット（JRA）が競走馬登録を抹消。今後はJRA馬事公苑で乗馬に[145]。
- 10日 - 豪州で修業中の坂井瑠星（栗東）が、ペノン競馬場第1競走で日本国外初勝利。続く第4競走でも勝利した[146]。
- 11日 
  - 阪神競馬第2競走で、和田竜二（栗東）がJRA史上10人目（現役騎手8人目）となる通算1万6000回騎乗を達成[147]。
  - 阪神競馬第11競走（フィリーズレビュー）で、キングカメハメハ産駒が史上4頭目のJRA重賞通算100勝を達成すると同時に[148]、11年連続重賞競走勝利も記録[149]。
- 15日 
  - デニムアンドルビー（JRA）が競走馬登録を抹消。今後は繁殖入り[150]。
  - 地方競馬の騎手免許継続試験合格者発表で、中野省吾（船橋）が過去一年間の制裁回数の多さや制裁内容等から不合格になっていたことが判明。免許期間は3月31日までのため、翌4月1日以降の騎乗が不可能となり[151]、中野は3月16日に騎手を引退する意向を表明した[152]。しかし前日の15日夜に船橋競馬場の調整ルームから無断で外出したとして実効10日間の騎乗停止処分を受けた[153]。
- 16日 - マキシマムドパリ（JRA）が競走馬登録を抹消。今後は繁殖入り[154]。
- 19日 - JBC実行委員会が開かれ、2019年のJBC競走を11月4日に浦和競馬場で開催することを決定した。浦和では初開催となる[155]。
- 22日 - 高知県競馬組合は、船橋所属の騎手林謙佑が4月1日付で高知・田中守厩舎に移籍することを発表。林は3月22日まで高知競馬で期間限定騎乗を行っていた[156]。
- 24日 - ベルーフ（JRA）が競走馬登録を抹消。今後は乗馬に[157]。
- 27日 - 大井競馬第5競走で、的場文男（大井）が桑島孝春（現役当時船橋所属）を上回る4万202回騎乗を記録し、地方競馬現役騎手最多騎乗数を更新[158]。
- 28日 - 調教師の服部克雄（金沢）が引退[159]。
- 30日 - JRAは、3月24日の阪神競馬第5競走に出走したせん3歳馬の検体から規制薬物「デキサメタゾン」（消炎剤）が検出されたとして、当該馬の管理調教師である中内田充正（栗東）を過怠金30万円の処分にしたことを発表[160]。
- 31日 - JRA現役最年長（52歳）騎手だった木幡初広[161]と二本柳壮[162]（いずれも美浦）、林幻（船橋）、吉井竜一（大井）、木村健（兵庫）[163]の騎手5名が引退。木幡広と二本柳は調教助手に、地方所属の3名は翌4月1日付で調教師に転身。また調教師の深野塁（川崎）もこの日をもって引退[164]。

### 4月
- 7日 - グッドスカイ[165]とシャイニングレイ[166]（いずれもJRA）が競走馬登録を抹消。今後は前者が繁殖入り、後者が乗馬に。
- 8日 - 阪神競馬第11競走（第78回桜花賞）で、武豊（栗東）がJRA史上初となる通算2万1000回騎乗を達成[167]。
- 11日 
  - ソルヴェイグ（JRA）が競走馬登録を抹消。今後は繁殖入り[168]。
  - 千葉県競馬組合は、10日の船橋競馬終了後に主催者が用意した車両に乗らずに帰宅し、また事情聴取に対して虚偽の説明をしたとして、いずれも川崎所属の酒井忍を16日から実効6日間、藤江渉を同じく16日から実効4日間の騎乗停止処分にしたと同時に、両騎手をかばう虚偽説明をしたとして町田直希（川崎）を戒告にしたことを発表[169]。
- 12日 - フルーキー（JRA）が競走馬登録を抹消。今後は乗馬に[170]。
- 16日 - 前日15日の福島競馬第8競走の第4コーナーで急に内側に斜行し、5頭の走行を妨害したとして4月21日から9日間（開催日4日間）の騎乗停止処分[171]を受けた井上敏樹（美浦）が処分を不服として日本中央競馬会競馬施行規程第154条第2項に基づき申し立てを行った[172]。18日に行われた裁定委員会の審議の結果井上の申し立てを棄却し、正式に騎乗停止処分が確定した[173]。
- 18日 
  - この日開幕したばかりの門別競馬は濃霧の影響により第8競走以降を取りやめ。勝馬投票券も返還となった[174]。
  - JRAの現役最高齢（牡12歳）競走馬だったサイモントルナーレが競走馬登録を抹消。今後はJRA馬事公苑で乗馬に[175]。
- 19日 - サンレイデューク（JRA）が競走馬登録を抹消。今後はJRA馬事公苑で乗馬に[176]。
- 21日 - 福島競馬第11競走（福島牝馬ステークス）で、秋山真一郎（栗東）が史上5人目、現役騎手3人目となるJRA全競馬場（10場）重賞競走制覇を達成[177]。
- 22日 - 京都競馬第8競走で、ディープインパクト産駒がJRA史上最速で通算1600勝を達成[178]。
- 26日 - エンジェルフェイス[179]とショウナンアチーヴ[180]（いずれもJRA）が競走馬登録を抹消。今後は前者が繁殖入り、後者がJRA馬事公苑で乗馬に。
- 28日 - グランシルク（JRA）が競走馬登録を抹消。今後は乗馬に[181]。

### 5月
- 3日 - カレンミロティック（JRA）が競走馬登録を抹消。今後は乗馬に[182]。
- 4日 - マウンテンダイヤ（高知）が引退。今後は地方競馬教養センターの訓練馬に[183][184]。
- 9日 - エピカリス（JRA）が競走馬登録を抹消。今後は大井競馬へ移籍[185]。
- 18日 - ストロングサウザー（JRA）が競走馬登録を抹消。今後は盛岡競馬へ移籍[186]。
- 19日 
  - レーザーバレット（JRA）が競走馬登録を抹消。今後は乗馬に[187]。
  - 東京競馬第10競走で、シンボリクリスエス産駒がJRA史上19頭目となる通算1000勝を達成[188]。
- 20日 - 新潟競馬第3競走（15頭立て）で、1着に最低15番人気、2着に8番人気が入線し、当該馬同士による馬番連勝単式の払戻金が新潟競馬史上最高配当となる59万8490円を記録[189]。
- 25日 - クリノスターオー（JRA）が競走馬登録を抹消。今後は乗馬に[190]。
- 26日
  - 東京競馬第1競走（16頭立て）で最低16番人気が3着に入線し、同馬の複勝式馬券の配当が東京競馬史上最高となる1万730円を記録[191]。
  - 東京競馬第9競走で、北村宏司（美浦）がJRA史上16人目（現役騎手12人目）となる通算1万4000回騎乗を達成[192]。
  - 5月17日にJRA顕彰馬のテイエムオペラオーが死亡したため、判明直後の競馬開催であるこの日、東京競馬第11競走の欅ステークス[193]、京都第11競走の葵ステークス(新設重賞)[194]は「テイエムオペラオー追悼競走」と副題を付して、追悼競走が実施された[195]。
- 27日
  - 東京競馬第9競走で、キングカメハメハ産駒がJRA史上4頭目となる通算1700勝を達成[196]。
  - 東京競馬第10競走（第85回東京優駿（日本ダービー、18頭立て））で、1着から5番人気（ワグネリアン（鞍上・福永祐一）[197]）→4番人気（エポカドーロ（鞍上・戸崎圭太））→16番人気（コズミックフォース（鞍上・石橋脩））の順で入線し、三連勝複式が52万1600円、三連勝単式が285万6300円とダービー史上最高配当を記録する波乱となった[198]。
- 28日 - 栗東トレーニングセンター所属の48歳の調教助手の男が、競走馬2頭に口かごを付けたり液体のような物体を付着させるなど厩舎の業務を妨害したとして、滋賀県警草津署に威力業務妨害の疑いで逮捕された。調べに対し曖昧な供述をしている。また2頭はその後無事に出走しており問題はないという[199][200]。

### 6月
- 1日 
  - モンドキャンノ（JRA）が競走馬登録を抹消。今後は種牡馬に[201]。
  - 金沢競馬は、所属騎手や調教師が不正行為を行っているとの一部週刊誌の報道を受け、全員から事情聴取した結果、報道にあったような事実や証拠は見つけられなかったことを発表すると同時に、臨時訓示会を開催して公正確保の徹底を図った[202]。
- 5日 - 地方競馬の騎手免許更新試験で不合格となり、3月31日付で騎手免許が失効した元船橋所属の中野省吾がマカオジョッキークラブの騎手免許を6月4日付で取得していたことがこの日判明。免許期間は8月26日まで[203]。→3月15日の出来事も参照
- 6日 
  - レインボーライン[204]とカシアス[205]（いずれもJRA）が競走馬登録を抹消。今後は前者が種牡馬に、後者が豪州へ移籍[注釈 4]。
  - 騎手の下村瑠衣（高知、元門別→福山）が本人の都合により7月1日付で引退することを表明[207]。引退式は同日に高知競馬場で行われ、その際に同じ厩舎所属である佐原秀泰との結婚を発表。また佐原から公開プロポーズされるサプライズもあった[208]。なお下村は、8月5日から高知競馬の誘導馬騎手として活動することとなった[209]。
- 7日 - 神奈川県川崎競馬組合は、6月11日からニュージーランドで川崎競馬開催日に勝馬投票券の発売、及び映像配信を行うことを発表。日本国外で川崎競馬の場外発売を行うのは昨年12月の豪州に続き2か国目[210]。
- 8日 - 調教師の宮本康（大井）が引退[211]。
- 14日 - アデイインザライフ（JRA）が競走馬登録を抹消。今後は乗馬に[212]。
- 17日 - 東京競馬第3競走で、藤田菜七子（美浦）が勝利し通算31勝（JRA29勝+JRA交流競走2勝）となり、JRA所属の女性騎手で初めてG1競走の騎乗が可能となった[213]。
- 20日
  - ダノンプラチナ（JRA）が競走馬登録を抹消。今後は南アフリカで種牡馬に[214]。
  - 騎手の大下智（栗東）が引退。今後は調教助手に転身[215]。
- 21日 - 園田競馬第7競走（11頭立て）で、1着から10番人気→9番人気→6番人気の順で入線し、三連勝単式の配当が兵庫県競馬組合史上最高となる1053万5770円を記録[216]。
- 23日 - 東京競馬第8競走（東京ジャンプステークス）で、林満明（栗東）がJRA史上初となる障害競走通算2000回騎乗を達成し[217]、競走終了後に現役引退を発表。発表後も騎手免許は返上していなかったが[218]、その後12月31日付で引退することが発表された。今後は調教助手として活動する[219]。
- 24日 - 阪神競馬第11競走（第59回宝塚記念）で、和田竜二が2001年の天皇賞（春）以来17年ぶりのG1競走勝利[220]。また同競走では武豊がJRA史上初となるG1競走通算500回騎乗を達成[221]。
- 25日 - JRAは大阪市内で行った定例会見において、来年夏に降級制度が廃止されることに伴い一部のクラス分けの名称を変更することを発表。500万円以下が「1勝クラス」に、1000万円以下が「2勝クラス」に、1600万円以下が「3勝クラス」にそれぞれ変更される。なお当面はスムーズな移行を目的として併記される他、新馬・未勝利・オープンの呼称は従来通りとなる。名称の変更は来年の夏競馬から行われる[222]。
- 27日 - エポワス（JRA）が競走馬登録を抹消。今後は乗馬に[223]。
- 28日 - アスターサムソン（JRA）が競走馬登録を抹消。今後は乗馬に[224]。
- 30日 - 水沢競馬は、大雨により走路の状態が悪化したため第7競走以降を中止[225]。

### 7月
- 1日 - 函館競馬第10競走（檜山特別）で、岩田康誠（栗東）がJRA史上25人目（現役騎手15人目）となる通算1万2000回騎乗を達成[226]。
- 2日 - ばんえい競馬の場外発売施設「イルムふかがわ」は周辺地域が停電したことにより施設を閉鎖[227]。
- 3日 - 「台風7号の接近が予想される」として、佐賀競馬場及びトゥルー佐賀、ドリームなかつで予定されていた金沢、川崎両競馬の場外発売を中止[228]。
- 4日 - メイショウナルト（JRA）が競走馬登録を抹消。今後は乗馬に[229]。
- 6日 
  - 調教師の角居勝彦がこの日未明、滋賀県草津市内で酒気を帯びた状態で乗用車を運転して物損事故を起こし、滋賀県警草津署に道路交通法違反で現行犯逮捕された。これを受けJRAは同日から裁定委員会の議定があるまで角居を調教停止処分にすると同時に、管理馬全頭（78頭）を中竹和也（栗東）に臨時に転厩させたことを発表した[230][231][232]。
  - サウンドスカイ（JRA）が競走馬登録を抹消。当初は乗馬になると発表されたが[233]、8月10日に一転して種牡馬入りすることが明らかになった[234]。
  - この日開催予定だった園田競馬は、大雨の影響により高速道路が通行止めになり、競走馬の輸送が困難になったため中止。代替開催は実施しない[235][236]。
- 7日 - 高知競馬は、馬場状況の悪化により開催を中止し、9日に出馬投票をやり直さずに順延して施行した[237]。
- 8日 - 高知競馬は、大雨の影響により馬場の回復が見込めないとして中止し、10日に代替開催を施行した[238]。
- 9日 - 悪天候の影響により、DASH呉におけるばんえい帯広競馬の勝馬投票券発売及び払戻業務を中止[239]。
- 10日 - 高知競馬第11競走で、西川敏弘（高知）が地方競馬通算2万回騎乗を達成[240]。
- 11日 
  - ファンディーナ（JRA）が競走馬登録を抹消。今後は繁殖入り[241]。
  - JRAはこの日行った裁定委員会で、厩舎の業務を妨害して5月28日に滋賀県警草津署に逮捕され、その後大津簡易裁判所で罰金刑を受けた栗東所属の48歳の調教助手の男について、7月12日から5年間の中央競馬における関与を停止する処分にしたことを発表[242]。→5月28日の出来事参照
- 13日 - トーセンバジル（JRA）が競走馬登録を抹消。今後はオーナーサイドの意向で豪州へ移籍[243]。
- 20日 - マイティティー（JRA）が競走馬登録を抹消。今後は繁殖入り[244]。
- 22日 - 函館競馬第9競走（14頭立て）で、1着から10番人気→14番人気→8番人気の順で入線し、馬番連勝式が15万8440円、三連勝複式が82万6730円といずれも函館競馬史上最高配当を記録[245]。
- 25日 - クランモンタナ[246]とリアルスティール[247]（いずれもJRA）が競走馬登録を抹消。今後は前者が乗馬、後者が種牡馬に。
- 28日
  - 小倉競馬第9競走で、幸英明（栗東）がJRA史上及び現役騎手6人目となる通算1万9000回騎乗を史上最速・最年少で達成[248]。
  - 「台風12号接近による競馬開催への影響が見込まれる」として、翌7月29日施行の小倉競馬全競走及びWIN5の前日夜間発売を取りやめ[249]。
- 31日 - 齋藤雄一（岩手）、渡辺博文（佐賀、元福山）[250]、三村展久（高知、元福山→大井→一度引退→佐賀）[251]の騎手3名が引退。このうち齋藤と渡辺は翌8月1日付で調教師に転身。

### 8月
- 1日 - JRAは2019年度の調教師及び騎手免許試験要領の一部見直しを行い、新規に調教師免許試験に合格した者の免許発効日をこれまでの「3月1日」から「1月1日」に変更することを発表。また現役騎手が新規調教師免許試験に合格した場合、騎手免許の有効期限が2019年2月末までであることに配慮し発効日を1月1日か3月1日のいずれかを選択可能とし、1月1日を選択した場合は騎手免許は12月31日をもって失効となる[252]。
- 2日 - ブライトエンブレム（JRA）が競走馬登録を抹消。今後は乗馬に[253]。
- 6日 - 浦和競馬第10競走で、的場文男が佐々木竹見に並ぶ地方競馬通算7151勝目を記録[254]。
- 11日 - 札幌競馬第10競走（コスモス賞）及び続く第11競走（STV賞）でホッカイドウ競馬所属馬が勝利。地方馬がJRAで1日2勝したのは2006年10月1日の札幌競馬以来12年ぶり2度目で、2競走連続勝利はJRA史上初となった[255]。
- 12日 - 大井競馬第5競走で、的場文男が地方競馬通算最多勝利数を更新する7152勝目を記録[256]。
- 19日 - この日の新潟競馬で、藤田菜七子が自身初の1日2勝を挙げJRA通算34勝とし、牧原（現姓・増沢）由貴子が持つJRA女性騎手通算最多勝利記録に並んだ[257]。
- 23日 - キャンディバローズ（JRA）が競走馬登録を抹消。今後は繁殖入り[258]。
- 24日
  - ダンツプリウス[259]とチェッキーノ[260]（いずれもJRA）が競走馬登録を抹消。今後は前者が乗馬、後者が繁殖入り。
  - 「台風19号接近による競馬開催への影響が見込まれる」として、翌25日施行の札幌競馬全競走の前日夜間発売を取りやめ[261]。
- 25日 - 新潟競馬第12競走で、藤田菜七子が今季15勝目、JRA通算35勝目を上げJRA所属の女性騎手通算勝利記録及び自身が持つ女性騎手年間最多勝利記録を更新[262]。
- 26日 - 小倉競馬第8競走で、クロフネ産駒がJRA史上9頭目となる通算1300勝を達成[263]。
- 29日 - ガリバルディ（JRA）が競走馬登録を抹消。同馬は岩手競馬へ移籍[264][265]して9月23日の盛岡競馬に出走したが、その後9月28日に川崎競馬へ再移籍したことが判明した[266]。
- 31日 - クラリティスカイ[267]とマドリードカフェ[268][269]（いずれもJRA）、コーリンベリー（大井、元JRA）[270]が競走馬登録を抹消。今後はコーリンベリーが繁殖入り[271]、他2頭はともに乗馬に（クラリティスカイはJRA馬事公苑入り）。

### 9月
- 1日 - 小倉競馬第7競走で、ディープインパクト産駒がJRA史上5頭目となる通算1700勝を史上最速で達成[272]。
- 2日 - 札幌競馬第12競走で、ステイゴールド産駒がJRA史上20頭目となる通算1000勝を達成[273]。
- 4日 - 調教師の飯田幸雄（川崎）が引退[274]。
- 5日 - レーヴミストラル[275]とキクノストーム[276]（いずれもJRA）が競走馬登録を抹消。今後はキクノストームが園田へ移籍、レーヴミストラルは当初は地方競馬へ移籍すると発表されたが、20日に一転して種牡馬入りすることが明らかになった[277]。
- 6日 - ヤマカツエース（JRA）が競走馬登録を抹消。今後は種牡馬に[278]。
- 7日 - 園田競馬は、発売システムに障害が発生したため中止。代替開催も実施しない[279]。
- 15日 - 中山競馬第9競走で、内田博幸（美浦）がJRA史上35人目（現役騎手23人目）となる通算1万回騎乗を達成[280]。
- 17日 - 中山競馬第12競走で、ディープインパクト産駒が歴代単独4位となるJRA通算1712勝目を記録[281]。
- 19日
  - エイシンブルズアイ（JRA）が競走馬登録を抹消。今後は園田競馬へ移籍[282]。
  - 大井競馬第11競走（東京記念）で的場文男が勝利し、ともに自身が保持する重賞競走史上最高齢勝利記録を62歳12日に、連続重賞勝利年数を38年に更新[283]。
  - 浦和競馬管轄の野田トレーニングセンター（さいたま市緑区）で厩務員宿舎を全焼する火災が発生。けが人はなく、厩舎とも離れていたため在厩している競走馬や他の施設への被害もなかった。原因については調査中[284]。
- 20日 
  - マウントロブソン（JRA）が競走馬登録を抹消。今後は乗馬に[285]。
  - 岩手県競馬組合は、競走馬からの禁止薬物検出が相次いだ問題を受けて9月23日以降の開催に於ける出走予定馬全頭について薬物事前検査を行って陰性判定が出た競走馬のみを出走させる措置を執ると共に、事前検査実施が間に合わないことを理由に9月22日の開催そのものを取りやめることも併せて発表した[286]。
- 22日
  - ディオスコリダー（JRA）が競走馬登録を抹消。今後は種牡馬に[注釈 5][287]。
  - 阪神競馬第5競走で、池添謙一（栗東）がJRA史上26人目（現役騎手16人目）となる通算1万2000回騎乗を達成[288]。
  - モンドクラッセが8月31日付でJRAの競走馬登録を抹消し、高知競馬へ移籍したことがこの日までに判明[289]。
- 23日 - 中山競馬第6競走で、武士沢友治（美浦）がJRA史上36人目（現役騎手24人目）となる通算1万回騎乗を達成[290]。
- 25日 - 騎手の宮下康一（兵庫、元名古屋→新潟→上山→金沢→2003年引退→2014年復帰）が引退[291]。

#### 自然災害に伴う開催中止など
9月は、台風や北海道胆振東部地震の影響による開催中止・場外発売所の営業中止などが多数生じた。
中央競馬
- 台風21号の影響により、9月4日はウインズ難波・ウインズ梅田の平日払戻サービスを取りやめ。
- 胆振東部地震の影響と来場者の安全確保のため、9月8日・9日は札幌・函館両競馬場のパークウインズ、ウインズ札幌・ウインズ釧路の営業を休止。またこれら各場では10日の平日払戻サービスも休止した。また北海道地区のJ-PLACEも、8日・9日の発売・払戻を休止。
- 「台風24号接近による競馬開催への影響が見込まれる」として、9月30日施行のスプリンターズステークスの金曜日（9月28日）夜間発売を取りやめ。
- 9月30日施行予定だった第4回阪神競馬9日目は台風24号の影響により安全な競馬施行の確保が懸念されるとして中止。これに伴いWIN5の発売も取りやめとなった。同様の理由により、代替開催の前日夜間発売も取りやめ。また関西地区のウインズとJ-PLACE和歌山（DASH和歌山）は12時、J-PLACEよかわ（DASHよかわ）は13時に営業を終了。代替競馬は10月2日に出馬表を変更せずに施行された。

金沢競馬
- 台風21号の影響により、9月4日に予定していた県営第10日2日目を5日に順延。また9月4日は船橋競馬と門別競馬の場外発売も中止した。

園田競馬
- 台風21号の影響により9月5日の開催を中止。代替開催も実施しない。また園田競馬場及び一部場外発売所における他場場外発売も中止。

ホッカイドウ競馬
- 胆振東部地震の発生日の9月6日は開催を取り止め。代替開催は実施しない。また同日および翌日は門別競馬場および全場外発売所における場外発売・払戻を取り止め。
- 9月7日には、8日-10日の場外発売と払戻の中止が発表された。
- 9月8日には、門別競馬場におけるライフラインの復旧の見込みが立たないとして9月11日から13日までの開催を中止することを発表。代替開催は実施しない。
- 9月10日には、11日-14日の場外発売と払戻の中止が発表された。
- 9月11日には、18日から20日までの開催についても電力事情を考慮して中止することを発表。代替開催は実施しない。
- 9月14日には、各場外発売所（門別競馬場・Aiba苫小牧を除く）における場外発売・払戻を9月15日から再開することが発表された。門別競馬場では場外発売・払戻を引き続き休止するほか、Aiba苫小牧は払戻のみの再開とする（その後、両施設での場外発売・払戻の再開は9月22日となることが発表された）。
- 9月16日には、9月25日に門別競馬場での開催を再開することが発表された。
- 9月21日には、ナイター開催を10月2日より再開する予定であること、また当初は11月8日に今シーズンを終える予定であったところを1開催追加して11月15日まで続けることも発表された。

ばんえい競馬
- 胆振東部地震に伴う停電の影響により、9月6日-7日は帯広競馬場および全場外発売所において場外発売を中止。また9月8日-10日の帯広競馬場での開催も中止。代替開催も実施しない。
- その後の9月10日に、14日までは帯広競馬場と全場外発売所を閉鎖し、15日から再開すること、また15日から17日の開催は電力事情を考慮して薄暮開催に変更することが発表された。

高知競馬
- 台風24号接近の影響により、9月30日施行予定だった全競走を中止。代替開催は実施しない。

佐賀競馬
- 台風24号による強風の影響により、「安全かつ公正な競馬の開催ができない」として9月30日の第3競走以降を取りやめ。翌10月1日に続行競馬として施行した。

### 10月
- 8日
  - 東京競馬第6競走で、石橋脩（美浦）がJRA史上37人目（現役騎手24人目）となる通算1万回騎乗を達成[321]。
  - この日行われたWIN5で、対象レース順から1番人気→1番人気→2番人気→2番人気→1番人気で決まり、開始以来史上最低配当となる6050円を記録。的中は5万6058票だった[322][323]。
  - ソルテ（大井）が5日付[324]で引退したことを特別区競馬組合が発表[325]。今後は種牡馬に[326]。
- 10日 - ゴールドアクター[327]とゼーヴィント[328]（いずれもJRA）が競走馬登録を抹消。今後は前者が種牡馬、後者が乗馬に。
- 11日 - ジェニアルとラルク（いずれもJRA）が競走馬登録を抹消。今後はフランス・小林智厩舎へ移籍[329][330]。
- 12日 - 調教師の青木達彦（笠松）が引退[331]。
- 13日 - 新潟競馬第6競走で、山田敬士（美浦）が競走施行距離を錯誤する騎乗ミスを行ったため、JRAは山田に対し14日より裁定委員会による議決が行われる間まで騎乗停止処分を科した[332][333]。これにより、翌14日に新潟で騎乗予定だった競走はすべて騎手変更となり[334]、さらに参加予定だった16日の『ヤングジョッキーズシリーズ トライアルラウンド川崎』（川崎競馬場）も横山武史（美浦）に変更となった[335]。
- 14日 - 埼玉県浦和競馬組合及び千葉県競馬組合は、2日の船橋競馬第8競走で第1位に入線した牝2歳馬（浦和・小久保智厩舎）から禁止薬物の「プロカイン」（局所麻酔薬）が検出されたことにより、13日付で同馬を失格および11月1日までの出走停止とし当該レースの着順を変更[注釈 10]したことを公表すると同時に、小久保厩舎所属の競走馬全頭について検査を行い、陰性が確認できるまで出走させない措置を講じた[336][337][338]。その後18日に当該馬を含む在厩45頭全頭と関連馬6頭について陰性が確認された[339]。
- 19日 - ベストウォーリア（JRA）が競走馬登録を抹消。今後は種牡馬に[340]。
- 21日 - 新潟競馬第12競走（18頭立て）で、1着に6番人気、2着に15番人気、3着に最低18番人気が入線し、当該馬同士による三連勝複式の払戻金が新潟競馬史上最高を更新する270万9720円を記録[341]。
- 24日 - ノットフォーマル（JRA）が競走馬登録を抹消。今後は繁殖入り[342]。
- 26日 - ウインガニオン（JRA）が競走中に右前脚の球節を剥離骨折したことにより[343]、この日付けで競走馬登録を抹消。今後はJRA馬事公苑で乗馬に[344]。
- 31日 - 調教師の高田豊治（佐賀）が定年（70歳）のためこの日付けで勇退[345]。

### 11月
- 1日 
  - グレーターロンドン（JRA）が競走馬登録を抹消。今後は種牡馬に[346]。
  - 門別競馬第11競走（第45回北海道2歳優駿）で、写真判定を基に1着ウィンターフェル、2着イグナシオドーロと入線馬を発表して競走結果並びに払戻金も確定させたが、その6分後に1着と2着が逆であったことが判明[347]。北海道軽種馬振興公社は翌2日、記者会見を行って当該競走の誤審判定について謝罪すると共に、残りの開催についても予定通り施行することを発表した[348][349]。
- 2日 - グレイトパール（JRA）が競走馬登録を抹消。今後は佐賀競馬へ移籍[350]。
- 4日 - 京都競馬第5競走で的場文男が62歳1か月29日で騎乗し、2001年の佐々木竹見の59歳3か月16日を上回りJRA史上最年長騎乗記録を更新。的場は約8年ぶりのJRAでの騎乗だった[351]。
- 7日
  - サウンドトゥルー（JRA）が競走馬登録を抹消。今後は船橋競馬へ移籍[352]。
  - JRAはこの日行った裁定委員会で、7月6日に滋賀県草津市内で酒気帯びのうえ物損事故を起こして逮捕された調教師の角居勝彦（栗東）を2019年1月6日まで6か月間の調教停止処分に、また10月13日の新潟競馬第6競走で競走距離を錯誤する騎乗を行った山田敬士（美浦）を同年1月13日まで3か月間の騎乗停止処分にしたことを発表した[353]。処分決定により、山田が参加する予定だった11月21日の『ヤングジョッキーズシリーズ トライアルラウンド浦和』（浦和競馬場）は武藤雅（美浦）に変更された[354]。→7月6日及び10月13日の出来事を参照
- 8日 - フェイムゲーム（JRA）が競走馬登録を抹消。今後は乗馬に[355]。
- 11日 - この日行われた京都競馬で、第1競走から第11競走（第43回エリザベス女王杯）まで外国人騎手が勝利するJRA史上初の珍事。内訳はジョアン・モレイラ（香港）が5勝、クリスチャン・デムーロ（イタリア）とクリストフ・ルメール（栗東）が各3勝だった。最終第12競走で藤岡佑介（栗東）が勝利して一矢報いた[356]。
- 13日 - ニシケンモノノフ（JRA）が競走馬登録を抹消。今後は種牡馬に[357]。
- 16日 - 大井競馬第3競走で、的場文男が34年連続で年間100勝を達成[358]。
- 17日 - 京都競馬第10競走で、キングカメハメハ産駒が歴代単独3位となるJRA通算1758勝目を記録[359]。
- 29日 
  - 埼玉県浦和競馬組合は、11月23日に浦和競馬第10競走（第39回浦和記念、11頭立て）で7着に入線した牡7歳馬（小久保智厩舎）から禁止薬物の「プロカイン」が検出されたとして、組合は当該馬を失格処分、1か月間の出走停止にすると同時に着順を変更[注釈 10]、同厩舎の在厩馬について公正保持のため陰性が確認されるまで出走禁止処分にしたことを発表。さらに29日に川崎競馬で出走予定だった5頭は競走除外とした。同厩舎からは10月にも船橋競馬に出走した馬から禁止薬物が検出され、再発防止に務めていた矢先だった[360][361][362]。その後12月5日に当該馬以外の在厩46頭全頭について陰性を確認するとともに[363]、他の浦和在厩馬の全頭検査の実施と12月10日から21日までの南関東2開催への所属馬の出走自粛も発表された[364]。→10月14日の出来事参照
  - タガノブルグ（JRA）がこの日付けで競走馬登録を抹消し、園田競馬に移籍したことが12月21日に判明[365]。
- 30日 
  - 騎手の山本正彦（ばんえい）と櫻井拓章（北海道）が引退。翌12月1日付で調教師に転身[366]。また調教師の炭田健二（高知）も本人の申し出によりこの日付けで引退[367]。
  - サトノクラウン（JRA）が競走馬登録を抹消。今後は種牡馬に[368]。

### 12月
- 1日
  - キョウエイアシュラ（JRA）が競走馬登録を抹消。今後は乗馬に[369]。
  - 阪神競馬第12競走で、クリストフ・ルメールが武豊に次いでJRA史上2人目となる年間200勝を達成[370]。
- 5日 - ダンスディレクター[371]とリアファル[372]（いずれもJRA）が競走馬登録を抹消。今後は前者が種牡馬入り、後者が乗馬に。
- 6日 - サトノノブレス（JRA）が競走馬登録を抹消[373]。当初は乗馬になる予定だったが、9日に青森県で種牡馬入りすることがJRAから発表された[374]。
- 10日 - 船橋競馬第1競走（11頭立て）で、1着に10番人気、2着に5番人気が入線し、単勝式が4万4370円、馬番連勝単式が59万2890円となる船橋競馬史上最高配当を更新[375]。
- 12日 - テイエムジンソク[376]、ネロ[377]、ツクバアズマオー[378]（3頭ともJRA）が競走馬登録を抹消。今後は前2頭が種牡馬入り、ツクバアズマオーは高知競馬に移籍[379]。
- 13日 - 佐賀競馬場で調教中の牡3歳馬が調教師を落馬させて逃走。逃走から15分後に佐賀県鳥栖市内の市道で軽乗用車と衝突事故を起こしボンネットやフロントガラスを破損させた。馬は事故から30分後に調教師らに確保された[380]。
- 18日 - ラインハート（大井）が地方競馬の競走馬登録を抹消。今後は未定[381]。
- 19日 - インカンテーション（JRA）が競走馬登録を抹消。今後は種牡馬に[382]。
- 20日 - アクティブミノル（JRA）が競走馬登録を抹消。今後は船橋競馬へ移籍[383]。
- 21日 - トーセンビクトリー（JRA）が競走馬登録を抹消。今後は繁殖入り[384]。
- 22日 - 中山競馬第3競走で、江田照男（美浦）がJRA史上11人目（現役騎手9人目）となる通算1万6000回騎乗を達成[385]。
- 23日 
  - 中山競馬第1競走でクリストフ・ルメールが勝利し、今季の獲得賞金[注釈 11]を44億1730万円余りとして2005年の武豊を抜いてJRAの年間獲得賞金記録を更新した[386]。
  - この日行われたWIN5は的中者がおらず、2014年11月23日以来4年ぶりのキャリーオーバー。キャリーオーバー額も5億9980万2210円となり、2011年9月4日の8億5280万8741円に次ぐ史上2番目の高額記録となった[387]。
- 26日 - スマートレイアー[388]、レッドファルクス[389]、サトノダイヤモンド[390]、ネオリアリズム[391]（4頭ともJRA）が競走馬登録を抹消。今後はスマートレイアーが繁殖入り、後3頭は種牡馬に（ネオリアリズムは豪州で供用）。
- 27日 
  - アンドリエッテ（JRA）が競走馬登録を抹消。今後は繁殖入り[392]。
  - 園田競馬第4競走で吉村智洋（兵庫）が勝利し、年間勝利数を289勝として2003年の小牧太（現・JRA栗東）、2008年の木村健（現・兵庫県競馬組合調教師）の288勝を抜き兵庫県競馬組合所属騎手の年間最多勝利数を更新した[393]。
- 28日 - 中山競馬第6競走でクリストフ・ルメールが勝利し、年間勝利数を213勝として2005年に武豊が記録した212勝を抜きJRA年間最多勝利数を更新[394]。その後も2勝し、最終的な年間勝利数を215勝とした[395]。
- 29日 - 大井競馬場で行われた第64回東京大賞典で、当該競走の売り上げが46億3240万4400円、また大井競馬場での1日の売り上げも79億4389万4850円を記録し、いずれも地方競馬レコードを更新した[396]。
- 30日 - ニシノラピート（大井）がこの日行われた東京シンデレラマイル（2着）を最後に引退。2019年1月9日付で競走馬登録を抹消[397]、今後は繁殖入り[398]。

## 競走成績

### 中央競馬・平地GI・ダートグレード競走（JpnI）
| 競走名                                 | 競走名                                 | 競走名                                 | 優勝馬             | 性齢  | 騎手                                 | 調教師                               | 所属                     |
| 月日                                   | 競馬場                                 | コース・距離                           | 優勝馬             | 性齢  | 馬主                                 | 馬主                                 | タイム                   |
| -------------------------------------- | -------------------------------------- | -------------------------------------- | ------------------ | ----- | ------------------------------------ | ------------------------------------ | ------------------------ |
| 第35回フェブラリーステークス           | 第35回フェブラリーステークス           | 第35回フェブラリーステークス           | ノンコノユメ       | せん6 | 内田博幸                             | 加藤征弘                             | JRA美浦                  |
| 2月18日                                | 東京競馬場                             | ダート1600m                            | ノンコノユメ       | せん6 | 山田和正                             | 山田和正                             | 1:36.0                   |
| 第48回高松宮記念                       | 第48回高松宮記念                       | 第48回高松宮記念                       | ファインニードル   | 牡5   | 川田将雅                             | 高橋義忠                             | JRA栗東                  |
| 3月25日                                | 中京競馬場                             | 芝1200m                                | ファインニードル   | 牡5   | ゴドルフィン                         | ゴドルフィン                         | 1:08.5                   |
| 第62回大阪杯                           | 第62回大阪杯                           | 第62回大阪杯                           | スワーヴリチャード | 牡4   | ミルコ・デムーロ                     | 庄野靖志                             | JRA栗東                  |
| 4月1日                                 | 阪神競馬場                             | 芝2000m                                | スワーヴリチャード | 牡4   | （株）NICKS                          | （株）NICKS                          | 1:58.2                   |
| 第78回桜花賞                           | 第78回桜花賞                           | 第78回桜花賞                           | アーモンドアイ     | 牝3   | クリストフ・ルメール                 | 国枝栄                               | JRA美浦                  |
| 4月8日                                 | 阪神競馬場                             | 芝1600m                                | アーモンドアイ     | 牝3   | （有）シルクレーシング               | （有）シルクレーシング               | 1:33.1（レースレコード） |
| 第78回皐月賞                           | 第78回皐月賞                           | 第78回皐月賞                           | エポカドーロ       | 牡3   | 戸崎圭太                             | 藤原英昭                             | JRA栗東                  |
| 4月15日                                | 中山競馬場                             | 芝2000m                                | エポカドーロ       | 牡3   | （株）ヒダカ・ブリーダーズ・ユニオン | （株）ヒダカ・ブリーダーズ・ユニオン | 2:00.8                   |
| 第157回天皇賞（春）                    | 第157回天皇賞（春）                    | 第157回天皇賞（春）                    | レインボーライン   | 牡5   | 岩田康誠                             | 浅見秀一                             | JRA栗東                  |
| 4月29日                                | 京都競馬場                             | 芝3200m                                | レインボーライン   | 牡5   | 三田昌宏                             | 三田昌宏                             | 3:16.2                   |
| 第23回NHKマイルカップ                  | 第23回NHKマイルカップ                  | 第23回NHKマイルカップ                  | ケイアイノーテック | 牡3   | 藤岡佑介                             | 平田修                               | JRA栗東                  |
| 5月6日                                 | 東京競馬場                             | 芝1600m                                | ケイアイノーテック | 牡3   | 亀田和弘                             | 亀田和弘                             | 1:32.8                   |
| 第13回ヴィクトリアマイル               | 第13回ヴィクトリアマイル               | 第13回ヴィクトリアマイル               | ジュールポレール   | 牝5   | 幸英明                               | 西園正都                             | JRA栗東                  |
| 5月13日                                | 東京競馬場                             | 芝1600m                                | ジュールポレール   | 牝5   | （株）G1レーシング                   | （株）G1レーシング                   | 1:32.3                   |
| 第79回優駿牝馬（オークス）             | 第79回優駿牝馬（オークス）             | 第79回優駿牝馬（オークス）             | アーモンドアイ     | 牝3   | クリストフ・ルメール                 | 国枝栄                               | JRA美浦                  |
| 5月20日                                | 東京競馬場                             | 芝2400m                                | アーモンドアイ     | 牝3   | （有）シルクレーシング               | （有）シルクレーシング               | 2:23.8                   |
| 第85回東京優駿（日本ダービー）         | 第85回東京優駿（日本ダービー）         | 第85回東京優駿（日本ダービー）         | ワグネリアン       | 牡3   | 福永祐一                             | 友道康夫                             | JRA栗東                  |
| 5月27日                                | 東京競馬場                             | 芝2400m                                | ワグネリアン       | 牡3   | 金子真人ホールディングス（株）       | 金子真人ホールディングス（株）       | 2:23.6                   |
| 第68回安田記念                         | 第68回安田記念                         | 第68回安田記念                         | モズアスコット     | 牡4   | クリストフ・ルメール                 | 矢作芳人                             | JRA栗東                  |
| 6月3日                                 | 東京競馬場                             | 芝1600m                                | モズアスコット     | 牡4   | （株）キャピタル・システム           | （株）キャピタル・システム           | 1:31.3                   |
| 第59回宝塚記念                         | 第59回宝塚記念                         | 第59回宝塚記念                         | ミッキーロケット   | 牡5   | 和田竜二                             | 音無秀孝                             | JRA栗東                  |
| 6月24日                                | 阪神競馬場                             | 芝2200m                                | ミッキーロケット   | 牡5   | 野田みづき                           | 野田みづき                           | 2:11.6                   |
| 第52回スプリンターズステークス         | 第52回スプリンターズステークス         | 第52回スプリンターズステークス         | ファインニードル   | 牡5   | 川田将雅                             | 高橋義忠                             | JRA栗東                  |
| 9月30日                                | 中山競馬場                             | 芝1200m                                | ファインニードル   | 牡5   | ゴドルフィン                         | ゴドルフィン                         | 1:08.3                   |
| 第23回秋華賞                           | 第23回秋華賞                           | 第23回秋華賞                           | アーモンドアイ     | 牝3   | クリストフ・ルメール                 | 国枝栄                               | JRA美浦                  |
| 10月14日                               | 京都競馬場                             | 芝2000m                                | アーモンドアイ     | 牝3   | （有）シルクレーシング               | （有）シルクレーシング               | 1:58.5                   |
| 第79回菊花賞                           | 第79回菊花賞                           | 第79回菊花賞                           | フィエールマン     | 牡3   | クリストフ・ルメール                 | 手塚貴久                             | JRA美浦                  |
| 10月21日                               | 京都競馬場                             | 芝3000m                                | フィエールマン     | 牡3   | （有）サンデーレーシング             | （有）サンデーレーシング             | 3:06.1                   |
| 第158回天皇賞（秋）                    | 第158回天皇賞（秋）                    | 第158回天皇賞（秋）                    | レイデオロ         | 牡4   | クリストフ・ルメール                 | 藤沢和雄                             | JRA美浦                  |
| 10月28日                               | 東京競馬場                             | 芝2000m                                | レイデオロ         | 牡4   | （有）キャロットファーム             | （有）キャロットファーム             | 1:56.8                   |
| 第18回JBCスプリント                    | 第18回JBCスプリント                    | 第18回JBCスプリント                    | グレイスフルリープ | 牡8   | クリストフ・ルメール                 | 橋口慎介                             | JRA栗東                  |
| 11月4日                                | 京都競馬場                             | ダート1200m                            | グレイスフルリープ | 牡8   | 前田晋二                             | 前田晋二                             | 1:10.4                   |
| 第18回JBCクラシック                    | 第18回JBCクラシック                    | 第18回JBCクラシック                    | ケイティブレイブ   | 牡5   | 福永祐一                             | 杉山晴紀                             | JRA栗東                  |
| 11月4日                                | 京都競馬場                             | ダート1900m                            | ケイティブレイブ   | 牡5   | 瀧本和義                             | 瀧本和義                             | 1:56.7                   |
| 第8回JBCレディスクラシック             | 第8回JBCレディスクラシック             | 第8回JBCレディスクラシック             | アンジュデジール   | 牝4   | 横山典弘                             | 昆貢                                 | JRA栗東                  |
| 11月4日                                | 京都競馬場                             | ダート1800m                            | アンジュデジール   | 牝4   | 安原浩司                             | 安原浩司                             | 1:50.4                   |
| 第43回エリザベス女王杯                 | 第43回エリザベス女王杯                 | 第43回エリザベス女王杯                 | リスグラシュー     | 牝4   | ジョアン・モレイラ                   | 矢作芳人                             | JRA栗東                  |
| 11月11日                               | 京都競馬場                             | 芝2200m                                | リスグラシュー     | 牝4   | （有）キャロットファーム             | （有）キャロットファーム             | 2:13.1                   |
| 第35回マイルチャンピオンシップ         | 第35回マイルチャンピオンシップ         | 第35回マイルチャンピオンシップ         | ステルヴィオ       | 牡3   | ウィリアム・ビュイック               | 木村哲也                             | JRA美浦                  |
| 11月18日                               | 京都競馬場                             | 芝1600m                                | ステルヴィオ       | 牡3   | （有）サンデーレーシング             | （有）サンデーレーシング             | 1:33.3                   |
| 第38回ジャパンカップ                   | 第38回ジャパンカップ                   | 第38回ジャパンカップ                   | アーモンドアイ     | 牝3   | クリストフ・ルメール                 | 国枝栄                               | JRA美浦                  |
| 11月25日                               | 東京競馬場                             | 芝2400m                                | アーモンドアイ     | 牝3   | （有）シルクレーシング               | （有）シルクレーシング               | 2:20.6（JRAレコード）    |
| 第19回チャンピオンズカップ             | 第19回チャンピオンズカップ             | 第19回チャンピオンズカップ             | ルヴァンスレーヴ   | 牡3   | ミルコ・デムーロ                     | 萩原清                               | JRA美浦                  |
| 12月2日                                | 中京競馬場                             | ダート1800m                            | ルヴァンスレーヴ   | 牡3   | （株）G1レーシング                   | （株）G1レーシング                   | 1:50.1                   |
| 第70回阪神ジュベナイルフィリーズ       | 第70回阪神ジュベナイルフィリーズ       | 第70回阪神ジュベナイルフィリーズ       | ダノンファンタジー | 牝2   | クリスチャン・デムーロ               | 中内田充正                           | JRA栗東                  |
| 12月9日                                | 阪神競馬場                             | 芝1600m                                | ダノンファンタジー | 牝2   | （株）ダノックス                     | （株）ダノックス                     | 1:34.1                   |
| 第70回朝日杯フューチュリティステークス | 第70回朝日杯フューチュリティステークス | 第70回朝日杯フューチュリティステークス | アドマイヤマーズ   | 牡2   | ミルコ・デムーロ                     | 友道康夫                             | JRA栗東                  |
| 12月16日                               | 阪神競馬場                             | 芝1600m                                | アドマイヤマーズ   | 牡2   | 近藤利一                             | 近藤利一                             | 1:33.9                   |
| 第63回有馬記念                         | 第63回有馬記念                         | 第63回有馬記念                         | ブラストワンピース | 牡3   | 池添謙一                             | 大竹正博                             | JRA美浦                  |
| 12月23日                               | 中山競馬場                             | 芝2500m                                | ブラストワンピース | 牡3   | （有）シルクレーシング               | （有）シルクレーシング               | 2:32.2                   |
| 第35回ホープフルステークス             | 第35回ホープフルステークス             | 第35回ホープフルステークス             | サートゥルナーリア | 牡2   | ミルコ・デムーロ                     | 中竹和也                             | JRA栗東                  |
| 12月28日                               | 中山競馬場                             | 芝2000m                                | サートゥルナーリア | 牡2   | （有）キャロットファーム             | （有）キャロットファーム             | 2:01.6                   |

### 中央競馬・障害（J・GI）
| 競走名                     | 競走名                     | 競走名                     | 優勝馬             | 性齢 | 騎手             | 調教師           | 所属                     |
| 月日                       | 競馬場                     | コース・距離               | 優勝馬             | 性齢 | 馬主             | 馬主             | タイム                   |
| -------------------------- | -------------------------- | -------------------------- | ------------------ | ---- | ---------------- | ---------------- | ------------------------ |
| 第20回中山グランドジャンプ | 第20回中山グランドジャンプ | 第20回中山グランドジャンプ | オジュウチョウサン | 牡7  | 石神深一         | 和田正一郎       | JRA美浦                  |
| 4月14日                    | 中山競馬場                 | 障害芝4250m                | オジュウチョウサン | 牡7  | （株）チョウサン | （株）チョウサン | 4:43.0（コースレコード） |
| 第141回中山大障害          | 第141回中山大障害          | 第141回中山大障害          | ニホンピロバロン   | 牡8  | 石神深一         | 田所秀孝         | JRA栗東                  |
| 12月22日                   | 中山競馬場                 | 障害芝4100m                | ニホンピロバロン   | 牡8  | 小林百太郎       | 小林百太郎       | 4:40.8                   |

### 地方競馬・ダートグレード競走（GI・JpnI）
| 競走名                               | 競走名                               | 競走名                               | 優勝馬           | 性齢 | 騎手                     | 調教師                   | 所属    |
| 月日                                 | 競馬場                               | 距離                                 | 優勝馬           | 性齢 | 馬主                     | 馬主                     | タイム  |
| ------------------------------------ | ------------------------------------ | ------------------------------------ | ---------------- | ---- | ------------------------ | ------------------------ | ------- |
| 第67回川崎記念                       | 第67回川崎記念                       | 第67回川崎記念                       | ケイティブレイブ | 牡5  | 福永祐一                 | 目野哲也                 | JRA栗東 |
| 1月31日                              | 川崎競馬場                           | 2100m                                | ケイティブレイブ | 牡5  | 瀧本和義                 | 瀧本和義                 | 2:14.9  |
| 第30回かしわ記念                     | 第30回かしわ記念                     | 第30回かしわ記念                     | ゴールドドリーム | 牡5  | クリストフ・ルメール     | 平田修                   | JRA栗東 |
| 5月2日                               | 船橋競馬場                           | 1600m                                | ゴールドドリーム | 牡5  | 吉田勝己                 | 吉田勝己                 | 1:39.2  |
| 第41回帝王賞                         | 第41回帝王賞                         | 第41回帝王賞                         | ゴールドドリーム | 牡5  | クリストフ・ルメール     | 平田修                   | JRA栗東 |
| 6月27日                              | 大井競馬場                           | 2000m                                | ゴールドドリーム | 牡5  | 吉田勝己                 | 吉田勝己                 | 2:04.2  |
| 第20回ジャパンダートダービー         | 第20回ジャパンダートダービー         | 第20回ジャパンダートダービー         | ルヴァンスレーヴ | 牡3  | ミルコ・デムーロ         | 萩原清                   | JRA美浦 |
| 7月11日                              | 大井競馬場                           | 2000m                                | ルヴァンスレーヴ | 牡3  | （株）G1レーシング       | （株）G1レーシング       | 2:05.8  |
| 第31回マイルチャンピオンシップ南部杯 | 第31回マイルチャンピオンシップ南部杯 | 第31回マイルチャンピオンシップ南部杯 | ルヴァンスレーヴ | 牡3  | ミルコ・デムーロ         | 萩原清                   | JRA美浦 |
| 10月8日                              | 盛岡競馬場                           | 1600m                                | ルヴァンスレーヴ | 牡3  | （株）G1レーシング       | （株）G1レーシング       | 1:35.3  |
| 第69回全日本2歳優駿                  | 第69回全日本2歳優駿                  | 第69回全日本2歳優駿                  | ノーヴァレンダ   | 牡2  | 北村友一                 | 斉藤崇史                 | JRA栗東 |
| 12月19日                             | 川崎競馬場                           | 1600m                                | ノーヴァレンダ   | 牡2  | （有）キャロットファーム | （有）キャロットファーム | 1:42.8  |
| 第64回東京大賞典                     | 第64回東京大賞典                     | 第64回東京大賞典                     | オメガパフューム | 牡3  | ミルコ・デムーロ         | 安田翔伍                 | JRA栗東 |
| 12月29日                             | 大井競馬場                           | 2000m                                | オメガパフューム | 牡3  | 原禮子                   | 原禮子                   | 2:05.9  |

### ばんえい競馬（BG1）
| 競走名                   | 競走名                   | 競走名                   | 優勝馬             | 性齢  | 騎手       | 調教師     | タイム ばんえい重量 |
| 月日                     | 競馬場                   | 距離                     | 優勝馬             | 性齢  | 馬主       | 馬主       | タイム ばんえい重量 |
| ------------------------ | ------------------------ | ------------------------ | ------------------ | ----- | ---------- | ---------- | ------------------- |
| 第40回帯広記念           | 第40回帯広記念           | 第40回帯広記念           | コウシュハウンカイ | 牡8   | 藤本匠     | 松井浩文   | 2:15.9 920kg        |
| 1月2日                   | 帯広競馬場               | 200m                     | コウシュハウンカイ | 牡8   | 秋田忍     | 秋田忍     | 2:15.9 920kg        |
| 第11回天馬賞             | 第11回天馬賞             | 第11回天馬賞             | マルミゴウカイ     | 牡5   | 藤本匠     | 槻舘重人   | 1:50.6 760kg        |
| 1月3日                   | 帯広競馬場               | 200m                     | マルミゴウカイ     | 牡5   | 宮本康弘   | 宮本康弘   | 1:50.6 760kg        |
| 第49回イレネー記念       | 第49回イレネー記念       | 第49回イレネー記念       | カネサダイマオー   | 牡3   | 藤野俊一   | 松井浩文   | 2:08.3 690kg        |
| 3月4日                   | 帯広競馬場               | 200m                     | カネサダイマオー   | 牡3   | 秋田忍     | 秋田忍     | 2:08.3 690kg        |
| 第50回ばんえい記念       | 第50回ばんえい記念       | 第50回ばんえい記念       | オレノココロ       | 牡8   | 鈴木恵介   | 槻舘重人   | 3:59.3 1000kg       |
| 3月25日                  | 帯広競馬場               | 200m                     | オレノココロ       | 牡8   | 大森勝廣   | 大森勝廣   | 3:59.3 1000kg       |
| 第30回ばんえいグランプリ | 第30回ばんえいグランプリ | 第30回ばんえいグランプリ | オレノココロ       | 牡8   | 鈴木恵介   | 槻舘重人   | 2:05.5 810kg        |
| 8月12日                  | 帯広競馬場               | 200m                     | オレノココロ       | 牡8   | 大森勝廣   | 大森勝廣   | 2:05.5 810kg        |
| 第43回ばんえいオークス   | 第43回ばんえいオークス   | 第43回ばんえいオークス   | ミスタカシマ       | 牝3   | 鈴木恵介   | 槻舘重人   | 1:55.6 670kg        |
| 12月2日                  | 帯広競馬場               | 200m                     | ミスタカシマ       | 牝3   | 永井進     | 永井進     | 1:55.6 670kg        |
| 第47回ばんえいダービー   | 第47回ばんえいダービー   | 第47回ばんえいダービー   | アアモンドグンシン | せん3 | 阿部武臣   | 小林長吉   | 1:50.0 720kg        |
| 12月23日                 | 帯広競馬場               | 200m                     | アアモンドグンシン | せん3 | 下内美繪子 | 下内美繪子 | 1:50.0 720kg        |

### 騎手招待・交流競走
- 第32回全日本新人王争覇戦（1月23日、高知競馬場） 総合優勝：加藤聡一（愛知）[445]
- 第16回佐々木竹見カップ ジョッキーズグランプリ（1月30日、川崎競馬場） 総合優勝：矢野貴之（大井）[446]
- レディスヴィクトリーラウンド（LVR）2017-2018（第1戦：2017年10月30日・盛岡競馬場、第2戦：2017年11月16日・名古屋競馬場、第3戦：2月7日・高知競馬場、最終戦：2月20日・佐賀競馬場） 総合優勝：別府真衣（高知）[447]
- 2018地方競馬ジョッキーズチャンピオンシップ
  - ワイルドカード（5月20日、佐賀競馬場）本戦出場権獲得：村上忍（岩手）、吉原寛人（金沢）[448]
  - 本戦（第1ステージ：6月3日・盛岡競馬場、第2ステージ：7月18日・浦和競馬場） 総合優勝：桑村真明（北海道）[449]
- ジャパンジョッキーズカップ2018（7月16日、盛岡競馬場）[450]
  - 団体戦優勝：Team JRA（内田博幸・戸崎圭太・福永祐一・クリストフ・ルメール）
  - 個人戦優勝：内田博幸（Team JRA）
- COMEHOME九州 里帰りジョッキーズカップ（8月5日、佐賀競馬場） 総合優勝：鮫島克也（佐賀）[451]
- 2018ワールドオールスタージョッキーズ（8月25日・26日、札幌競馬場）
  - 団体戦優勝：JRA選抜（クリストフ・ルメール・武豊・ミルコ・デムーロ・田辺裕信・福永祐一・戸崎圭太・内田博幸）[452][453]
  - 個人戦優勝：クリストフ・ルメール（JRA選抜）[452][453]
- 第27回ゴールデンジョッキーカップ（9月12日、園田競馬場） 総合優勝：山口勲（佐賀）[454]
- 第10回UFOKK（浦和・船橋・大井・川崎・高知）ジョッキーズ競走（10月13日、高知競馬場） 総合優勝：西川敏弘（高知）[455]
- レディスヴィクトリーラウンド（LVR）2018（第1戦：10月7日・佐賀競馬場、第2戦：10月28日・高知競馬場、第3戦：11月15日・名古屋競馬場） 総合優勝：木之前葵（愛知）[456]
- 2018ヤングジョッキーズシリーズ（YJS） 総合優勝：櫻井光輔（川崎）[457]

## 表彰

### 平成30年度JRA顕彰馬
2018年6月12日発表。
- 顕彰馬：ロードカナロア

### 2018年 日本プロスポーツ大賞
2018年12月20日発表。
- 功労賞：クリストフ・ルメール（JRA栗東）、赤岡修次（高知）
- 新人賞：川又賢治（JRA栗東）、落合玄太（北海道）
- 特別賞：武豊（JRA栗東）[460]
- スポーツ功労者 文部科学大臣顕彰：的場文男（大井）、尾形充弘（元JRA調教師）、二ノ宮敬宇（元JRA調教師）

### 2018年度JRA賞
競走馬部門及び馬事文化賞は2019年1月8日、調教師・騎手部門は2019年1月4日に発表。
競走馬部門
- 年度代表馬・最優秀3歳牝馬：アーモンドアイ（牝3歳、美浦・国枝栄厩舎）※いずれも満票選出[465]
- 最優秀2歳牡馬：アドマイヤマーズ（牡2歳、栗東・友道康夫厩舎）
- 最優秀2歳牝馬：ダノンファンタジー（牝2歳、栗東・中内田充正厩舎）
- 最優秀3歳牡馬：ブラストワンピース（牡3歳、美浦・大竹正博厩舎）
- 最優秀4歳以上牡馬：レイデオロ（牡4歳、美浦・藤沢和雄厩舎）
- 最優秀4歳以上牝馬：リスグラシュー（牝4歳、栗東・矢作芳人厩舎）
- 最優秀短距離馬：ファインニードル（牡5歳、栗東・高橋義忠厩舎）
- 最優秀ダートホース：ルヴァンスレーヴ（牡3歳、美浦・萩原清厩舎）
- 最優秀障害馬：オジュウチョウサン（牡7歳、美浦・和田正一郎厩舎）

調教師・騎手部門
- 最多勝利調教師：藤原英昭（栗東）
- 最高勝率調教師・優秀技術調教師：木村哲也（美浦）
- 最多賞金獲得調教師：友道康夫（栗東）
- 騎手大賞・MVJ・最多勝利騎手・最高勝率騎手・最多賞金獲得騎手：クリストフ・ルメール（栗東）
- 最優秀障害騎手[注釈 14]：五十嵐雄祐（美浦）
- 最多勝利新人騎手[注釈 15]：該当者なし
- 特別賞：武豊（栗東）※史上初となる通算4000勝達成の功績が評価されたことによる。

JRA賞馬事文化賞
- 受賞作：『競馬と鉄道 あの“競馬場駅”は、こうしてできた』（交通新聞社）
- 受賞者：矢野吉彦（フリーアナウンサー・元文化放送アナウンサー）

JRA賞馬事文化賞 功労賞
- 受賞者：原良馬（競馬評論家・競馬中継解説者。元俳優・週刊誌記者・スポーツ新聞競馬記者）

### NARグランプリ2018
2019年1月16日発表。
表彰馬部門
- 年度代表馬・4歳以上最優秀牡馬・最優秀短距離馬：キタサンミカヅキ（牡8歳、船橋・佐藤賢二厩舎）
- 2歳最優秀牡馬：イグナシオドーロ（牡2歳、北海道・角川秀樹厩舎）
- 2歳最優秀牝馬：アークヴィグラス（牝2歳、大井・嶋田幸晴厩舎）
- 3歳最優秀牡馬：クリスタルシルバー（牡3歳、大井・村上頼章厩舎）
- 3歳最優秀牝馬：ゴールドパテック（牝3歳、川崎・岩本洋厩舎）
- 4歳以上最優秀牝馬：ディアマルコ（牝4歳、高知・那俄性哲也厩舎）
- ばんえい最優秀馬：オレノココロ（牡8歳、槻舘重人厩舎）
- 最優秀ターフ馬：ハッピーグリン（牡5歳、北海道・田中淳司厩舎）
- ダートグレード競走特別賞馬：ルヴァンスレーヴ（牡3歳、JRA美浦・萩原清厩舎）
- 特別表彰馬：サウスヴィグラス（元競走馬・種牡馬）

表彰者部門
- 最優秀勝利回数調教師賞：打越勇児（高知）
- 最優秀賞金収得調教師賞：佐藤賢二（船橋）
- 最優秀勝率調教師賞：川西毅（愛知）
- 殊勲調教師賞：該当者なし
- 最優秀勝利回数騎手賞：吉村智洋（兵庫）
- 最優秀賞金収得騎手賞：森泰斗（船橋）
- 最優秀勝率騎手賞：山口勲（佐賀）
- 殊勲騎手賞：該当者なし
- 優秀新人騎手賞：渡邊竜也（笠松）
- 優秀女性騎手賞：宮下瞳（愛知）
- ベストフェアプレイ賞：赤岡修次（高知）
- 特別賞：的場文男（大井、地方競馬通算最多勝更新）、村上忍（岩手、地方競馬通算3000勝達成）

## 新規免許取得者
騎手・調教師のみ記載。ただし地方競馬及び日本国外からJRAへ移籍した者、引退・失効・免許返上後に再取得した者は除く。
地方競馬は年度単位（4月 - 翌年3月）となっているが、免許日を基準に記載する。
記載は氏名（所属地、免許日）の順。

### 騎手
- 山田敬士（JRA美浦、3月1日）[467]
- 西村淳也（JRA栗東、3月1日）[468]
- 服部寿希（JRA栗東、3月1日）[469]
- 落合玄太（北海道、4月1日）[163]
- 岩本怜（岩手、4月1日）[163]
- 北野壱哉（大井、4月1日）[163]
- 吉井章（大井、4月1日）[163]
- 石堂響（兵庫、4月1日）[163]
- 出水拓人（佐賀、4月1日）[163]
- 仲原大生（大井、12月1日）[366]

### 調教師
- 稲垣幸雄（JRA美浦、3月1日）[470]
- 加藤士津八（JRA美浦、3月1日）[471]
- 石坂公一（JRA栗東、3月1日）[472]
- 上村洋行（JRA栗東、3月1日）[473]
- 坂口智康（JRA栗東、3月1日）[474]
- 野口寛仁（浦和、4月1日）[163]
- 米谷康秀（船橋、4月1日）[163]
- 林幻（船橋、4月1日）[163]
- 吉井竜一（大井、4月1日）[163]
- 木村健（兵庫、4月1日）[163]
- 齋藤雄一（岩手、8月1日）[250]
- 渡辺博文（佐賀、8月1日）[250]
- 山本正彦（ばんえい帯広、12月1日）[366]
- 櫻井拓章（北海道、12月1日）[366]
- 新井健児（川崎、12月1日）[366]
- 石橋満（兵庫、12月1日）[366]
- 大山寿文（兵庫、12月1日）[366]

## 通算勝利数の記録
地方競馬は「地方通算」のものと「中央・地方通算」（主にホッカイドウ競馬で使用）があるが、それぞれ出典に拠った。
同一人物が複数の記録を達成した場合は原則として最後に記録したものを記載するが、地方競馬から中央競馬へ移籍した騎手、また中央所属で平地競走と障害競走でそれぞれ記載可能な記録、さらに地方競馬及び日本国外所属で中央競馬もしくは地方競馬初勝利等が発生した場合はこの限りでない。
記載は、氏名（達成地、達成日）の順。

### 騎手
初勝利
フィリップ・ミナリク（JRA東京、2月11日） ※JRA初勝利
大山真吾（JRA阪神、2月24日） ※兵庫所属。JRA初勝利
西村淳也（JRA阪神、3月31日）
山田敬士（JRA福島、4月14日）
石堂響（園田、4月17日）
出水拓人（佐賀、4月22日）
岩本怜（盛岡、4月30日）
北野壱哉（大井、4月30日）
落合玄太（門別、5月3日）
レオナルド・サレス（名古屋、5月3日） ※地方競馬初勝利
吉井章（大井、5月11日）
ジョアン・モレイラ（大井、7月31日） ※地方競馬初勝利
ブレントン・アヴドゥラ（JRA小倉、8月4日） ※JRA初勝利
服部寿希（JRA阪神、9月8日）
オイシン・マーフィー（JRA中山、12月15日） ※JRA初勝利
仲原大生（大井、12月25日）
松木大地（JRA中山、12月28日） ※高知所属。JRA初勝利
100勝
林謙佑（高知、1月17日）
伊藤工真（JRA中京、1月27日）
中井裕二（JRA阪神、4月1日）
水野翔（笠松、4月27日）
鈴木祐（盛岡、6月4日）
小崎綾也（JRA函館、7月14日）
服部大地（金沢、7月24日）
山本聡紀（船橋、8月10日）
妹尾浩一朗（高知、9月2日）
ジョアン・モレイラ（JRA京都、11月11日） ※JRA通算
柴田勇真（金沢、11月25日）
渡邊竜也（笠松、12月12日）
200勝
村上弘樹（名古屋、4月19日）
増田充宏（浦和、4月27日）
山田雄大（園田、7月18日）
山下雅之（笠松、9月5日）
加藤聡一（名古屋、11月2日）
300勝
江川伸幸（川崎、2月4日）
川島信二（JRA阪神、3月3日）
酒井学（JRA阪神、3月24日）
橋本直哉（浦和、5月31日）
中島龍也（金沢、7月3日）
木之前葵（名古屋、10月10日）
400勝
丸山元気（JRA福島、4月8日）
津村明秀（JRA福島、6月30日）
瀧川寿希也（大井、8月12日）
500勝
笹川翼（川崎、3月2日） ※大井所属騎手最速で達成
中野省吾（大井、3月5日）
尾崎章生（名古屋、5月4日）
本田正重（浦和、5月29日）
松山弘平（JRA阪神、6月16日）
藤岡康太（JRA阪神、9月23日）
竹村達也（園田、10月26日）
600勝
北村友一（JRA函館、7月1日）
山田祥雄（名古屋、7月6日）
石橋脩（JRA福島、7月22日）
松井伸也（門別、8月30日）
700勝
藤岡佑介（JRA函館、6月24日）
青柳正義（金沢、7月1日）
別府真衣（高知、9月17日） ※女性騎手では宮下瞳に続き2人目
800勝
町田直希（川崎、3月1日）
松岡正海（JRA札幌、9月2日）
本橋孝太（船橋、10月5日）
吉田隼人（JRA福島、11月3日）
藤原幹生（笠松、11月23日）
900勝
浜中俊（JRA東京、2月4日）
戸崎圭太（JRA新潟、8月18日）
クリストフ・ルメール（JRA東京、10月13日）
ミルコ・デムーロ（JRA京都、10月14日）
畑中信司（金沢、10月14日）
1000勝
佐原秀泰（高知、2月7日）
矢野貴之（大井、2月22日）
柿原翔（名古屋、3月2日）
吉田晃浩（金沢、4月10日）
池田敏樹（笠松、6月29日）
桑村真明（門別、7月31日） ※中央・地方通算
今井貴大（名古屋、12月20日）
筒井勇介（笠松、12月30日）
1100勝
池添謙一（JRA新潟、8月26日）
1200勝
山崎誠士（川崎、1月4日）
川田将雅（JRA中京、7月8日）
和田竜二（JRA阪神、9月22日）
1300勝
繁田健一（大井、3月8日）
幸英明（JRA京都、4月28日）
石崎駿（船橋、7月26日）
北村宏司（JRA新潟、8月12日）
1500勝
宮川実（高知、1月16日）
岩田康誠（JRA函館、7月15日）
吉村智洋（園田、8月17日）
丹羽克輝（名古屋、8月31日）
山本聡哉（盛岡、9月17日）
佐藤友則（笠松、12月30日）
1600勝
吉留孝司（浦和、3月22日）
大畑雅章（名古屋、7月5日）
1900勝
左海誠二（浦和、10月25日）
2000勝
宮崎光行（門別、7月11日）
永島太郎（門別、8月8日）
真島大輔（川崎、10月15日）
坂井英光（大井、11月12日）
2100勝
宇都英樹（名古屋、2月16日）
五十嵐冬樹（門別、6月6日）
福永祐一（JRA中京、6月30日）
2200勝
吉原寛人（金沢、6月12日）
2300勝
森泰斗（船橋、7月24日）
2400勝
兒島真二（佐賀、2月24日）
丸野勝虎（名古屋、8月8日）
2500勝
蛯名正義（JRA東京、5月13日）
下原理（園田、8月9日）
鈴木恵介（ばんえい帯広、12月23日）
2700勝
横山典弘（JRA中山、3月25日）
東川公則（笠松、7月13日）
戸部尚実（笠松、9月20日）
3000勝
村上忍（水沢、1月8日）
3400勝
向山牧（笠松、8月17日）
3500勝
岡部誠（名古屋、8月28日）
赤岡修次（園田、9月28日）
3700勝
田中学（園田、9月20日）
4000勝
武豊（JRA阪神、9月29日） ※JRA通算
5300勝
川原正一（園田、3月14日）
7100勝
的場文男（船橋、3月15日）

### 調教師
初勝利
田中淳司（JRA東京、1月28日） ※北海道所属。JRA初勝利
武幸四郎（JRA阪神、3月3日） ※初出走で達成
安田翔伍（JRA阪神、3月4日）
田中博康（JRA中京、3月25日）
高柳大輔（JRA阪神、4月8日）
和田勇介（JRA中山、4月15日）
佐々木国明（門別、4月25日）
武英智（JRA京都、5月12日）
秋田大助（門別、6月6日）
林徹（JRA函館、7月1日）
大宮和也（大井、8月2日）
齋藤雄一（水沢、8月19日）
米谷康秀（船橋、10月1日）
木村健（園田、10月10日）
野口寛仁（浦和、10月22日）
沼澤英知（門別、11月8日）
100勝
新開幸一（JRA中山、1月21日）
加藤誠一（川崎、1月30日）
小澤宏次（浦和、2月16日）
粕谷昌央（JRA中山、3月4日）
張田京（船橋、5月3日）
今野貞一（JRA京都、5月19日）
山崎裕也（川崎、6月12日）
佐藤裕太（船橋、6月20日）
松山将樹（JRA東京、6月23日）
福永敏（大井、6月26日）
大和田成（JRA新潟、8月12日）
金成貴史（JRA中山、9月16日）
高橋亮（JRA阪神、10月2日）
今井輝和（川崎、10月17日）
渡邊貴光（浦和、10月23日）
安部幸夫（名古屋、11月26日）
200勝
高木登（JRA阪神、3月4日）
大竹正博（JRA中山、3月4日）
梅田智之（JRA新潟、5月13日）
林隆之（川崎、6月12日）
吉田直弘（JRA函館、7月7日）
庄野靖志 (JRA函館、7月15日）
鈴木義久（川崎、7月23日）
安田武広（門別、10月2日）
北出成人（JRA阪神、10月2日）
佐藤厚弘（浦和、10月23日）
西橋豊治（JRA京都、11月10日）
清水久詞（JRA阪神、12月16日）
300勝
八木正喜（川崎、4月4日）
須貝尚介（JRA東京、6月16日）
平田修（JRA函館、7月14日）
水野善太（笠松、9月20日）
松永幹夫（JRA中山、9月23日）
小野望（門別、10月23日）
倉地学（名古屋、10月31日）
斎藤誠（JRA東京、11月10日）
宮本博（JRA阪神、12月22日）
海馬澤司（浦和、12月24日）
400勝
西浦勝一（JRA福島、4月8日）
石井勝男（船橋、9月3日）
佐々木功（船橋、9月3日）
川村守男（浦和、11月20日）
椎名廣明（川崎、11月29日）
伊藤勝好（笠松、12月11日）
500勝
堀宣行（JRA中山、3月3日）
新井清重（船橋、4月12日）
荒山勝徳（大井、4月16日）
井手上慎一（名古屋、6月8日）
柏木一夫（大井、7月10日）
中竹和也（JRA福島、11月11日）
600勝
本名信行（名古屋、5月4日）
石坂正（JRA京都、5月5日）
池江泰寿（JRA東京、5月26日）
地辺幸一（名古屋、6月21日）
齊藤敏（船橋、7月26日）
廣森久雄（門別、10月10日）
松本隆宏（門別、10月31日）
笹野博司（笠松、11月8日）
田口輝彦（笠松、12月14日）
700勝
安田隆行（JRA阪神、3月25日）
藤ヶ崎一人（名古屋、5月2日）
佐々木仁（川崎、7月20日）
林正人（船橋、10月4日）
800勝
国枝栄（JRA中山、1月7日）
矢野義幸（船橋、1月15日）
尾形充弘（JRA中山、2月24日）
井上哲（名古屋、7月6日）
山中輝久（笠松、7月13日）
高月賢一（川崎、9月11日）
林和弘（門別、10月4日）
坂口義幸（名古屋、12月21日）
900勝
佐藤賢二（船橋、10月4日）
1000勝
田中淳司（門別、10月9日）
1100勝
内田勝義（川崎、1月5日）
1200勝
塚田隆男（名古屋、2月26日）
角川秀樹（門別、8月16日） ※中央・地方通算
小久保智（川崎、11月28日）
1300勝
竹下直人（名古屋、1月16日）
法理勝弘（笠松、3月20日）
1400勝
藤沢和雄（JRA福島、6月30日）
1500勝
鈴木邦哉（ばんえい帯広、2月11日）
堂山芳則（門別、5月16日）
川西毅（名古屋、12月19日）
1900勝
伊藤強一（笠松、10月3日）
2000勝
田中守（高知、6月3日）
2400勝
藤ヶ崎一男（名古屋、10月30日）
3000勝
松木啓助（高知、11月17日）
3200勝
角田輝也（名古屋、10月24日）

## 誕生
この年に生まれた競走馬は2021年のクラシック世代となる。

### 競走馬
- 1月23日 - エリザベスタワー[695]
- 1月26日 - シゲルピンクルビー[696]
- 1月27日 - ユーバーレーベン[697]
- 1月29日 - ダノンザキッド[698]
- 1月31日 - ワンダフルタウン[699]
- 2月3日 - タイムトゥヘヴン[700]
- 2月4日 - グレナディアガーズ[701]
- 2月6日 - ロスコフ[702]
- 2月8日 - アランバローズ[703]
- 2月9日 - ロングラン[704]
- 2月10日 - タイトルホルダー[705]
- 2月11日 - トミケンシャイリ[706]
- 2月12日 - ホウオウアマゾン[707]
- 2月15日 - イルーシヴパンサー[708]、レモンポップ[709]
- 2月18日 - ヴェイルネビュラ[710]
- 2月19日 - ステラヴェローチェ[711]
- 2月21日 - クールキャット[712]、アンドヴァラナウト[713]
- 2月23日 - メイケイエール[714]、ソロユニット[715]、シャマル[716]
- 2月26日 - サトノレイナス[717]、テンハッピーローズ[718]
- 2月27日 - ショックアクション[719]
- 2月28日 - ヴァイスメテオール[720]、ソーヴァリアント[721]、タマモベストプレイ[722]
- 3月1日 - ルクシオン[723]
- 3月2日 - ラーゴム[724]
- 3月4日 - ソングライン[725]
- 3月5日 - ディープモンスター[726]、ビッグリボン[727]
- 3月6日 - テーオーロイヤル[728]
- 3月7日 - リプレーザ[729]
- 3月8日 - ソダシ[730]、レイハリア[731]
- 3月9日 - ララクリスティーヌ[732]
- 3月10日 - エフフォーリア[733]、ディクテオン[734]
- 3月11日 - ファインルージュ[735]、ルークズネスト[736]
- 3月13日 - ミッキーヌチバナ[737]
- 3月17日 - レッドジェネシス[738]
- 3月19日 - ヨーホーレイク[739]、バーデンヴァイラー[740]、リフレーミング[741]
- 3月23日 - シュネルマイスター[742]、フォーヴィスム[743]
- 3月25日 - バスラットレオン[744]
- 3月29日 - アヴェラーレ[745]
- 3月31日 - メイショウムラクモ[746]
- 4月1日 - アサマノイタズラ[747]
- 4月4日 - モントライゼ[748]
- 4月5日 - レッドベルオーブ[749]
- 4月6日 - グラティアス[750]、スマッシャー[751]、マリアエレーナ[752]
- 4月7日 - ウェルドーン[753]
- 4月8日 - ジャックドール[754]、スルーセブンシーズ[755]
- 4月10日 - フィアスプライド[756]
- 4月12日 - ピンクカメハメハ[757]
- 4月13日 - シャフリヤール[758]、イグナイター[759]
- 4月16日 - アカイトリノムスメ[760]、ホウオウイクセル[761]
- 4月17日 - ブレークアップ[762]
- 4月20日 - キャッスルトップ[763]
- 4月24日 - オールアットワンス[764]、ペプチドナイル[765]
- 4月26日 - リンゴアメ[766]
- 4月27日 - メイショウフンジン[767]
- 4月28日 - レディバグ[768]
- 5月1日 - ヴィクティファルス[769]
- 5月2日 - アイコンテーラー[770]
- 5月4日 - シュヴァリエローズ[771]
- 5月7日 - グレートマジシャン[772]、クリノドラゴン[773]
- 5月8日 - チャックネイト[774]
- 5月12日 - ジェラルディーナ[775]
- 5月13日 - ヨカヨカ[776]
- 5月14日 - ピクシーナイト[777]、テイエムトッキュウ[778]
- 5月15日 - デュアリスト[779]
- 5月17日 - アリーヴォ[780]
- 5月18日 - ジャスティンカフェ[781]
- 5月23日 - トゥルスウィー[782]
- 6月7日 - マイネルグロン[783]

## 死去

### 競走馬・繁殖馬・功労馬
- 1月14日 - メイショウコロンボ[784]
- 1月22日 - ノースフライト[785]
- 2月25日 - チャームアスリープ[786]
- 2月26日 - ネーハイシーザー[787]
- 3月4日 - サウスヴィグラス[788]
- 3月6日 - ヒシマサル[789]
- 3月9日（死去報道） - ドクターデヴィアス[790]
- 3月19日 - サンダーガルチ[791]
- 4月18日（死去報道） - ジャイアンツコーズウェイ[792]
- 4月27日 - スペシャルウィーク[793]
- 5月8日 - スエヒロコマンダー[794]
- 5月17日 - テイエムオペラオー[795]
- 5月20日 - ゴスホークケン[796]
- 6月18日 - ラシアンゴールド
- 7月10日（登録抹消） - ロワジャルダン[797][798]
- 7月12日 - スカーレットブーケ[799]
- 8月1日 - ソリッドプラチナム
- 8月2日 - ラインミーティア[800]
- 8月6日 - アウォーディー[801][注釈 17]
- 9月6日 - ミスアンコール[803]
- 10月13日 - ホワイトカーニバル
- 10月14日 - トーキングドラム[注釈 18]
- 10月20日 - ブライトライン[注釈 19]
- 11月5日 - チアフルスマイル[806]
- 12月5日 - スマートオリオン[807]
- 12月7日
  - ヤマニンパラダイス[808]
  - テンジンショウグン[809]
- 12月14日 - エリモハリアー[810]
- 12月29日 - カンパニー[811]

### 人物
- 3月27日 - 沖田雅輝（競馬評論家、元ホースニュース・馬トラックマン、フジテレビ『競馬中継』元解説者）[812]
- 6月5日 - 中村好夫（元日本中央競馬会騎手・調教助手・調教師）[813]
- 8月4日 - 津川雅彦（俳優、馬主[注釈 20]、毎日放送（MBSラジオ）『MBS日曜競馬』元司会者[814]）[815]
- 8月24日 - 吉行龍穂（兵庫県競馬組合調教師）[816]
- 9月16日 - 山石祐一（馬主、「ニッポー」の冠名で知られ、ニッポーテイオーなどを所有）[817]
- 10月17日 - 古川清蔵（元サンケイスポーツ専属競馬評論家、元プロ野球選手）[818]
- 11月29日 - 崎山博樹（日本中央競馬会調教師、元騎手）[819]
- 12月3日 - 坪正直（元日本中央競馬会調教師）[820]
- 12月7日 - 松代眞（千葉県競馬組合調教師、元騎手）[821]
- 12月26日 - 本間光雄（埼玉県浦和競馬組合調教師、元騎手）[822]
- 日付不詳 - 南波壽（馬主、静岡軽粗材株式会社代表取締役社長。サウスヴィグラスなどを所有）[823]